# Querétaro
Querétaro ( escuchar), oficialmente el Estado Libre y Soberano de Querétaro, es uno de los treinta y un estados que, junto con la Ciudad de México, forman México. Su capital y ciudad más poblada es Santiago de Querétaro. Está ubicado en la región centro-norte del país, y limita al norte con el Estado de San Luis Potosí, al oeste con el Estado de Guanajuato, al este con el estado de Hidalgo, al sureste con el estado de México, y al suroeste con el Estado de Michoacán. Con 11,684 km², es el quinto estado menos extenso —por delante de Colima, Aguascalientes, Morelos y Tlaxcala, el menos extenso— y con 202.45 hab / km², el sexto más densamente poblado, por detrás de la Ciudad de México, estado de México, Morelos, Tlaxcala y Aguascalientes. Se fundó el 23 de diciembre de 1823.
Querétaro se ha distinguido, en los últimos años, por ser uno de los dos estados del país con la mayor dinámica de crecimiento económico. Desde 1994 hasta la fecha, ha mantenido un crecimiento mayor al nacional, debido a que empresas nacionales y trasnacionales de los sectores industrial, comercial y de servicios se han asentado en el estado. En el 2000, se da el salto a la industria manufacturera, y a partir del 2005 hace presencia la industria aeroespacial, y esta última es una de las de mayor desarrollo en la entidad, por lo que Querétaro se ha convertido en el cuarto centro de actividades aeroespaciales más importantes del mundo, solo detrás de Singapur, Dubái y Bangalore.
El estado cuenta con tres sitios declarados Patrimonio Cultural de la Humanidad por la Unesco: la zona de monumentos históricos de Querétaro, en 1996, las misiones franciscanas de la Sierra Gorda, en el 2003, y el Camino Real de Tierra Adentro, en el 2010.
Querétaro ha tenido un importante papel en la historia de México, debido a que en 1810 fue sede de la conspiración de Querétaro donde se fraguó el movimiento que a la postre llevaría a la independencia de México. En 1867, fue derrotado, capturado y fusilado Maximiliano de Habsburgo por las fuerzas republicanas, y se restableció el régimen republicano en México. En 1917, se redactó en este estado la Constitución vigente.

## Etimología
Hay diferentes versiones sobre el origen de la palabra Querétaro. Una, proviene del purépecha K'erhiretarhu (K'eri = grande, ireta = pueblo, rhu = lugar) o K'erendarhu (k'erenda = peñasco y rhu = lugar) que significa "lugar de piedras grandes o peñascos". Estos topónimos eran referidos a la ciudad de Querétaro. El estado adoptaría el nombre de la ciudad capital. Otro vocablo prehispánico en otomí es Nda Maxei que significa “El gran juego de pelota”. Según otras versiones el significado de la palabra Querétaro tendría dos etimologías una en náhuatl que significa "lugar donde se juega la pelota o juego de pelota" y la otra otomí, que significa "lugar de piedras". Además hay otro vocablo en náhuatl, Tlaxco, que también significa "juego de pelota". También deriva del purépecha Queretha-Rolru o Queretha-Ro que significa “lugar del juego de pelota”.

Curiosamente en el año 2011 la palabra Querétaro fue elegida como la palabra más bonita del idioma español. La palabra fue propuesta por el conocido actor Gael García Bernal y fue elegida en un concurso organizado por el Instituto Cervantes.
Durante muchos años el nombre del estado fue Querétaro de Arteaga, pero en el año 2010 el congreso del estado aceptó que se nombrara únicamente Querétaro, sin apellido. El nombre Querétaro de Arteaga nunca apareció de forma oficial en la Constitución Política de los Estados Unidos Mexicanos de 1917, ni en alguna de sus reformas al artículo 43.

## Historia

### Época prehispánica

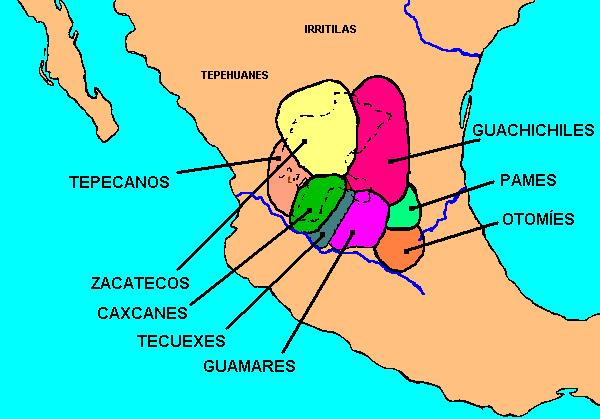
Región de Zacatecas en el antes de la conquista de México.

El territorio que hoy ocupa el Estado de Querétaro fue habitado por otomíes y purépechas, siendo estos últimos los dominantes. Había también una pequeña presencia de tribus nómadas llamadas chichimecas (pames y jonaces). Hay algunos sitios arqueológicos que datan de este tiempo como El Cerrito en Corregidora, y los sitios de Ranas y Toluquilla en la Sierra Gorda.
Este Estado fue habitado en 1446 por indígenas otomíes y tarascos, convirtiéndose en los dominios del señor de los purépechas.
La tradición menciona que el 25 de julio de 1531 se fundó Querétaro con la llegada de los españoles al mando de Hernán Pérez Bocanegra y Córdoba, en una alianza con el indígena otomí Conín que era el cacique de Jilotepec. A la entrada de la ciudad se encuentra el monumento a este cacique otomí en piedra de cantera negra dando la bienvenida a sus visitantes. La ubicación fue elegida tomando en cuenta el lugar donde el 23 de julio de 1531 Conin organizó a su ejército para entrevistarse con los capitanes Lobo y Coyote de las fuerzas chichimecas que se oponían al avance de la colonización.
Aunque en el territorio queretano se han encontrado rastros de pobladores olmecas y huastecos, las huellas nativas más recientes fueron de chichimecas, otomís – que llamaban a estas tierras el lugar de las Peñas Grandes- y purépechas- que las conocían como el Lugar del Juego de Pelota. A la llegada de los españoles, solamente los pames y los jonaces – ambos grupos chichimecas- opusieron resistencia a la ocupación. Las otras tribus indígenas aceptaron de buen grado participar en las empresas materiales y espirituales que iniciaban los conquistadores en esta región. 
Poco a poco se construyeron puestos de vigía y presidios en la Ruta de la Plata, que cruzaban las entonces llamadas Provincias Internas de Querétaro, Cadereyta y Escanela. A lo largo de este camino fueron creciendo poblados y ciudades: primero fueron ventas para el descanso de las capitanías que resguardaban los cargamentos de metal, luego aparecieron el comercio y las haciendas de beneficio con sus imprescindibles capillas o iglesias y, desde luego, las misiones para el adoctrinamiento religioso.
Poco después de la Guerra de Independencia, en 1824, con la República ya establecida, fue erigido Estado. Aquí en 1848 el Congreso de la Unión se vio obligado a ceder a Estados Unidos la mitad del territorio nacional. En 1867, un fugaz emperador, Maximiliano I, perdió su última batalla. Y a principios del siglo XX se promulgó la Constitución que rige a todos los mexicanos.

### Leyenda de la fundación de la ciudad de Santiago de Querétaro
Cuenta la leyenda que «Resonaron las cajas y los clarines, el teponaztle y el huéhuetl, la chirimía y el caracol y al ritmo de bailes y alaridos se inició la guerra, los otomíes y purépechas. Los conquistadores comandados por Nicolás de San Luis Montañez y Fernando de Tapia (Conín) y los chichimecas bajo el mando de los capitanes don Lobo y don Coyote. En el campo retumbaron las descargas cerradas de los fusiles. A lo alto, y con la polvareda que levantaban los pies de los combatientes, el humo de la pólvora, y las flechas disparadas al viento, y un eclipse de sol que parece haber sobrevenido en ese punto, se oscureció el día, de tal manera que se hicieron visibles las estrellas, y la lucha se prolongó sin que uno ni otro bando se rindiera. Cuando el ejército al servicio de la Corona Española desfallecía ante el ímpetu de los indomables chichimecas, apareció en los cielos el Señor Santiago montado en brioso corcel blandiendo férrea espada y una gran cruz luminosa. Los naturales al verla, al grito de "Él es Dios", comenzaron a danzar, se rindieron y aceptaron la sumisión a la Corona de España».
Este «acontecimiento» fue registrado por cronistas de la orden franciscana y los primeros relatos datan del siglo XVII.

### La fundación de la ciudad de Santiago de Querétaro
La historia cuenta que para lograr este objetivo, España pidió la colaboración del jefe español Hernán Pérez y del cacique otomí ya españolizado Nicolás de San Luis Montañez para convencer a Conín, un indígena comerciante otomí que iba a esta región a vender sus productos, a unirse a su causa y persuadir a los nativos de dejarse conquistar pacíficamente.
Ya bautizado Conín como Fernando de Tapia, llevó a cabo su tarea. Sin embargo, de manera concertada y sin armas, el 25 de julio de 1531 en la Loma del Sangremal hubo una batalla entre cristianos e indígenas que se oponían a la conquista. Fue una batalla larga y sangrienta.
En este punto es donde entra la leyenda. Supuestamente, al estar ya muy cansados y casi derrotados, los españoles invocaron al Patrón de las Españas, el apóstol Santiago. Cuando apareció este en el cielo, hubo un eclipse que cubrió el sol por completo. En la oscuridad, los indígenas observaron una gran cruz luminosa y la figura del apóstol Santiago cabalgando en su corcel blanco. Para los indígenas esto fue la señal de su derrota, su Dios los había abandonado. En cambio, los cristianos recibieron apoyo del suyo. Así terminó la batalla.

### Época virreinal

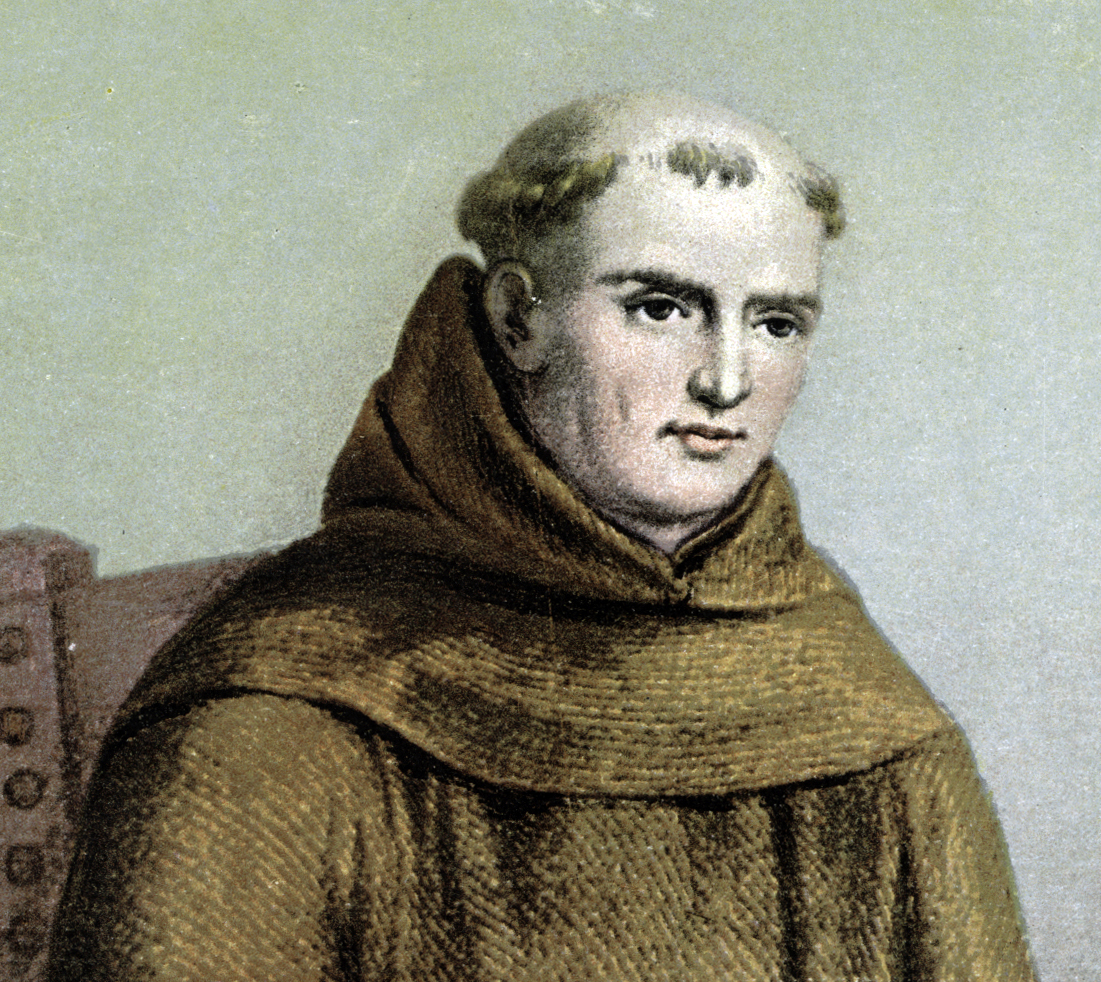
Fray Junípero Serra en las misiones de Sierra Gorda.

Fray Junípero Serra como fundador de las 5 misiones de la Sierra Gorda de Querétaro: La misión de Jalpan, misión de Concá, misión de Tancoyol, misión de Tilaco y misión de Landa de Matamoros.

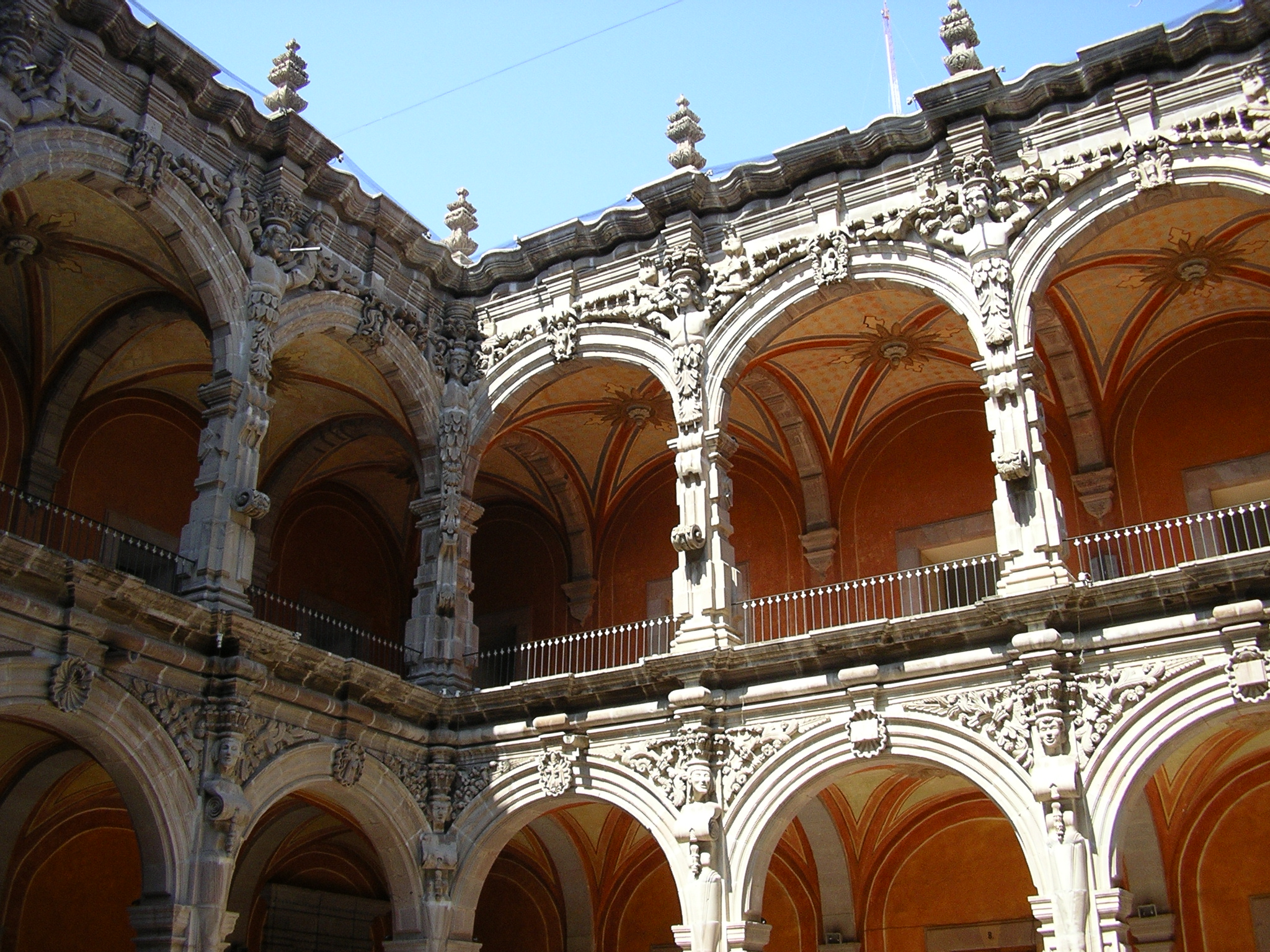
Ex-Convento de San Agustín.

Los españoles llegaron en fecha incierta, por 1528. Hernán Pérez de Bocanegra y Córdoba se alió con el indígena otomí Conín, cacique de Jilotepec, para conquistar pacíficamente los nuevos territorios.
En 1531 se efectúa el trazado de la ciudad de Querétaro por Juan Sánchez de Alaniz y por Conín, ahora bautizado con un nombre castellano: Don Fernando de Tapia.
En la segunda mitad del siglo XVI se erige el convento de San Francisco, primera edificación religiosa en la ciudad bajo la dirección y patronazgo de Don Fernando de Tapia.
En 1655 se le concede al pueblo de Querétaro, que nunca fue villa, el título de ciudad de Santiago de Querétaro por el virrey, duque de Alburquerque.
En 1712 se confirma el título de "Muy Noble y muy Leal Ciudad de Querétaro" por el Rey Felipe V de España.
En 1726 comienza la construcción del acueducto, costeado en 80 % por don Juan Antonio de Urrutia y Arana, marqués de la Villa del Villar del Águila. Este acueducto, una de las más importantes construcciones, es ahora un símbolo de la ciudad de Querétaro.
En 1731 se inicia la construcción del templo y convento de San Agustín, obra del barroco novohispano y se termina en 1743.
En 1735 se inaugura la caja de agua, que fue la primera fuente de la ciudad y en 1738 llega el agua a las distintas pilas públicas diseminadas por toda la ciudad.
En 1752 se dedica el templo del colegio de Santa Rosa de Viterbo, monumento barroco.
En 1763 se funda el Oratorio de San Felipe Neri, hoy catedral de Querétaro. La iglesia se dedica en 1805.
En 1772 muere el maestro de hacer órganos y artífice Mariano de las Casas.
En 1778 se produce la secularización de la parroquia de San Sebastián.
En 1797 se estrena la fuente de Neptuno, diseñada y realizada por el arquitecto Francisco Eduardo Tresguerras y la escultura por Juan Izguerra.
En 1805 se inaugura la Academia de Bellas Artes.
En 1807 se finaliza el templo y convento de Teresitas. Manuel Tolsá diseñó los primeros planos pero no fueron utilizados. Trabajó en la obra Ortiz de Castro y en la decoración Tresguerras.

### Independencia de México

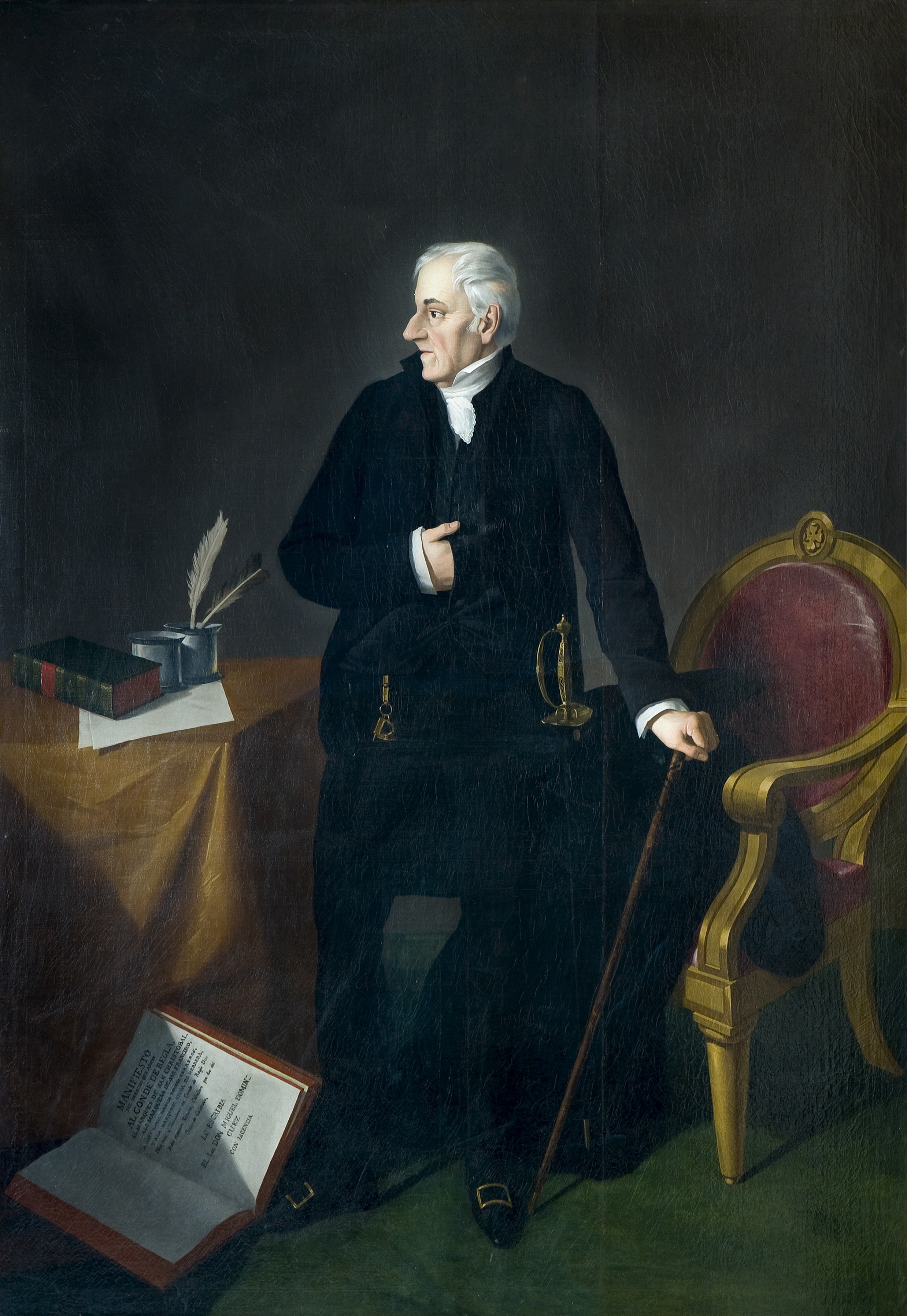
Miguel Domínguez y la conspiración de Querétaro.

En septiembre de 1810 Querétaro se convierte en la cuna del movimiento de la Independencia. El día 13 es tomado prisionero Epigmenio González, quien tenía un arsenal de armas destinado a la insurgencia. El día 15 se detuvo al corregidor de Querétaro don Miguel Domínguez y su esposa doña Josefa Ortiz de Domínguez. Algunos historiadores afirman que ella logró enviar un mensaje al capitán Ignacio Allende y a Miguel Hidalgo, a través de Ignacio Pérez, un miembro de su milicia que cabalgó a San Miguel el Grande, hoy San Miguel de Allende a comunicar a quienes inician la guerra de Independencia de México que la conspiración había sido descubierta.

### Estados Unidos Mexicanos
El 4 de octubre de 1824 se establece en México la República Federal, la Constitución incluye a Querétaro como Estado de la Federación.
En 1847 Querétaro es nombrada capital de México, cuando fue invadido por las fuerzas estadounidenses.
El 30 de mayo de 1848 se ratifica en Querétaro el Tratado de Guadalupe Hidalgo, que pone fin a la guerra con Estados Unidos y donde México pierde la mitad norte de su territorio.
En 1867 se libran dos batallas entre el ejército republicano y el imperial en el cerro de las Campanas durante el Sitio de Querétaro. El emperador Maximiliano I de México es capturado, enjuiciado y sentenciado, siendo fusilado el 19 de junio en el cerro de las Campanas junto con los generales mexicanos Miguel Miramón y Tomás Mejía.
En 1886 se inaugura la estación queretana del Ferrocarril Central, construida con cantera rosa y madera, estilo de las estaciones estadounidenses de esa época.

### SigloXX

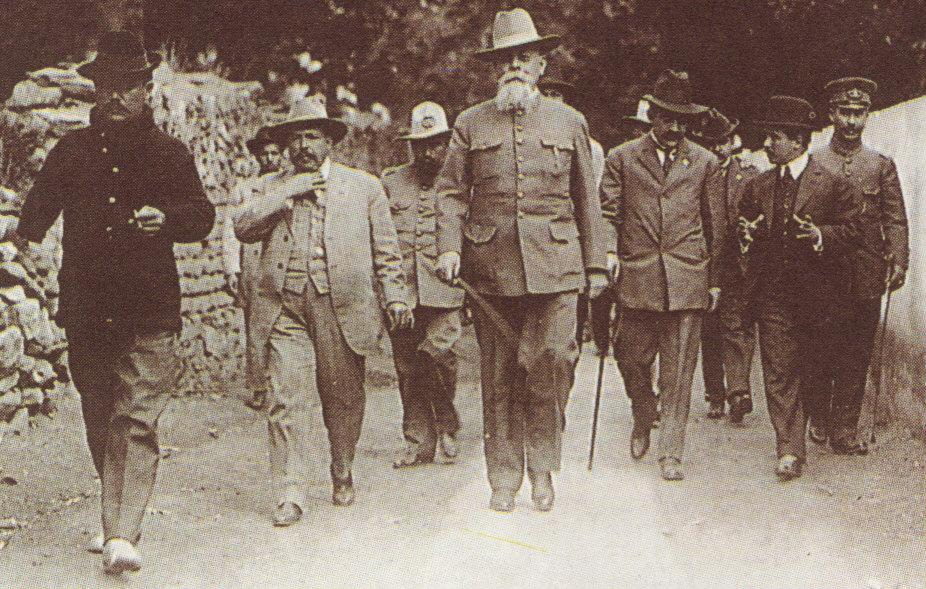
El expresidente Venustiano Carranza en la zona de La Cañada.

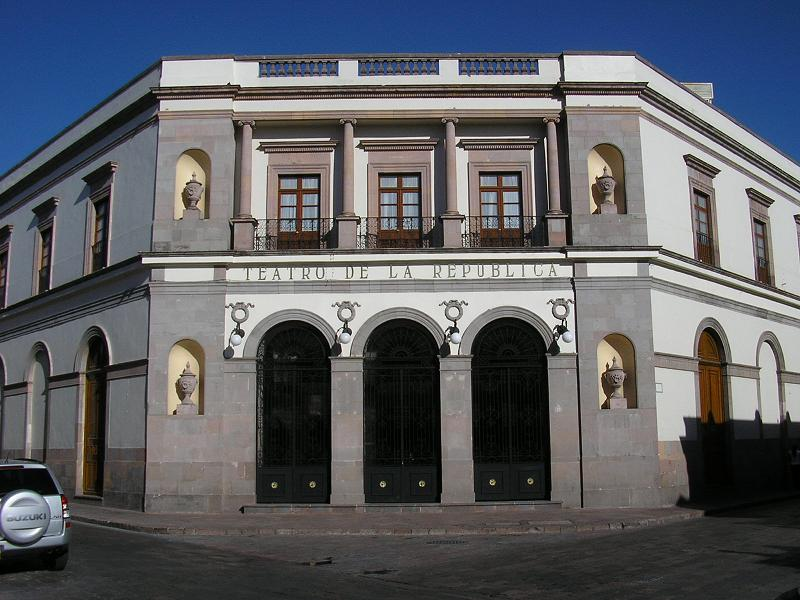
Proclamación de la Constitución Política de la nación.

El 5 de febrero de 1917 el Congreso proclama la Constitución Política de los Estados Unidos Mexicanos en el Teatro Iturbide, rebautizado por el gobernador José María Truchuelo en 1921 a lo que hoy se conoce como Teatro de la República.
El 15 de mayo del año 1967 se inaugura el monumento a Benito Juárez en el cerro de las Campanas por el presidente Gustavo Díaz Ordaz.
El 5 de febrero de 1985 se inaugura el estadio Corregidora de Querétaro, construido con motivo del Campeonato Mundial de Fútbol México 1986. El primer partido fue entre México y Polonia, con un marcador de 5 a 0.
El 25 de julio de 1985 se inaugura el auditorio Josefa Ortiz de Domínguez, cuyo diseño fue realizado por Luis Alfonso Fernández Siurob.
El 5 de febrero de 1989, el presidente Carlos Salinas de Gortari inaugura el parque de los Alcanfores.
El 5 de febrero de 1991 se inauguró el parque ecológico "Querétaro 2000".
En 1993 pasa a cargo del Gobierno del Estado el cerro del Cimatario, considerado parque nacional.
En 1994 se inaugura la nueva Central de Autobuses de la ciudad de Querétaro, siendo la terminal con mayor capacidad de andenes de toda Latinoamérica.
En 1997 por primera vez surge un gobernador de extracción panista: Ignacio Loyola Vera.
En 2009 tras dos sexenios de gobiernos estatales panistas, se da la segunda transición política en el ejecutivo, siendo José Calzada Rovirosa proveniente del Partido Revolucionario Institucional.

## Geografía
Se ubica en el centro del país. Limita al norte con el Estado de San Luis Potosí, al oeste con el Estado de Guanajuato, al este con el Estado de Hidalgo, al sureste con el Estado de México, y al suroeste con el Estado de Michoacán.
Se divide en 18 municipios. Su capital es la ciudad de Santiago de Querétaro (ubicada a unos 200 km al noroeste de la Ciudad de México), de la cual toma su nombre

### Relieve

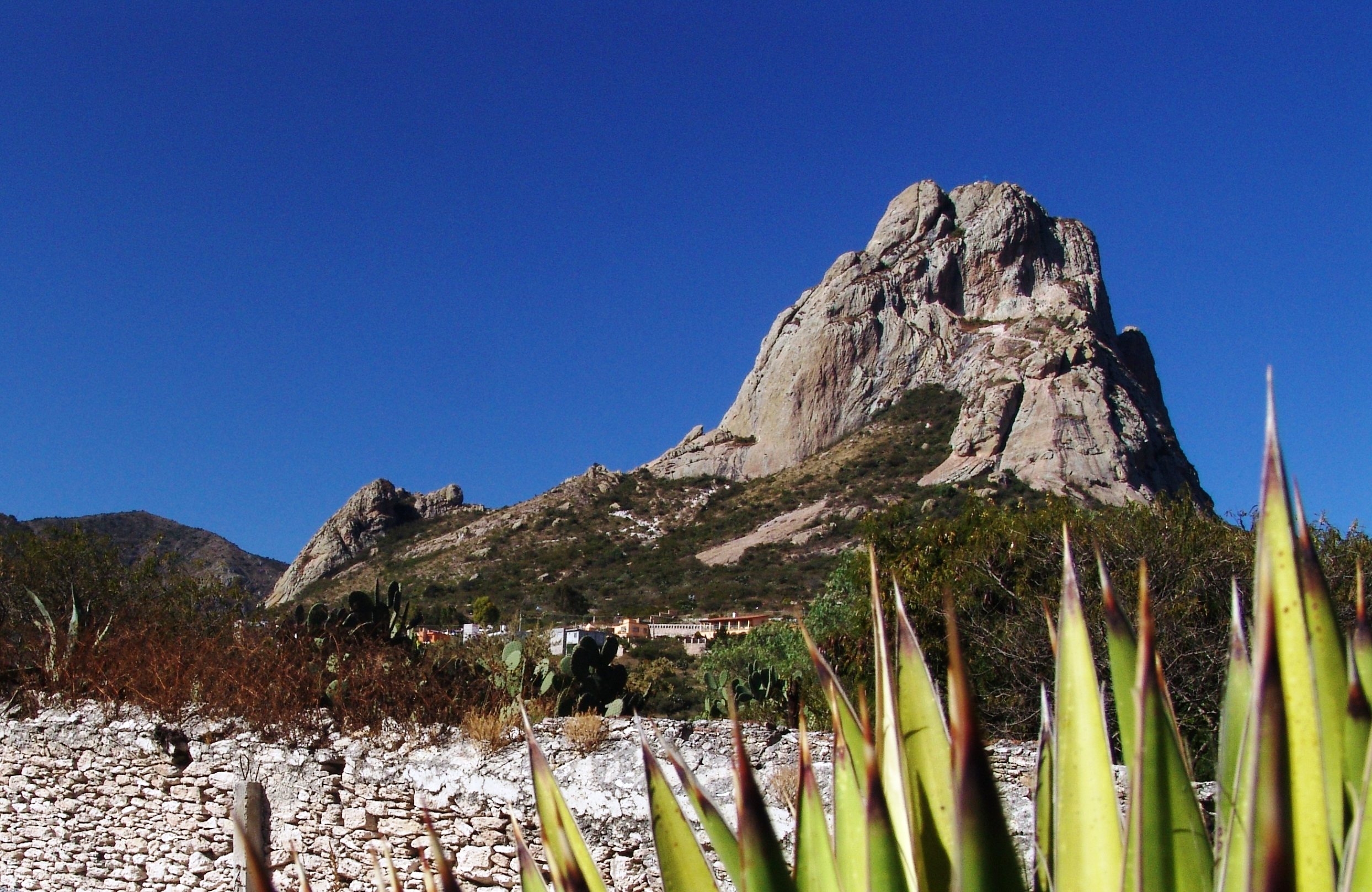
La Peña de Bernal.

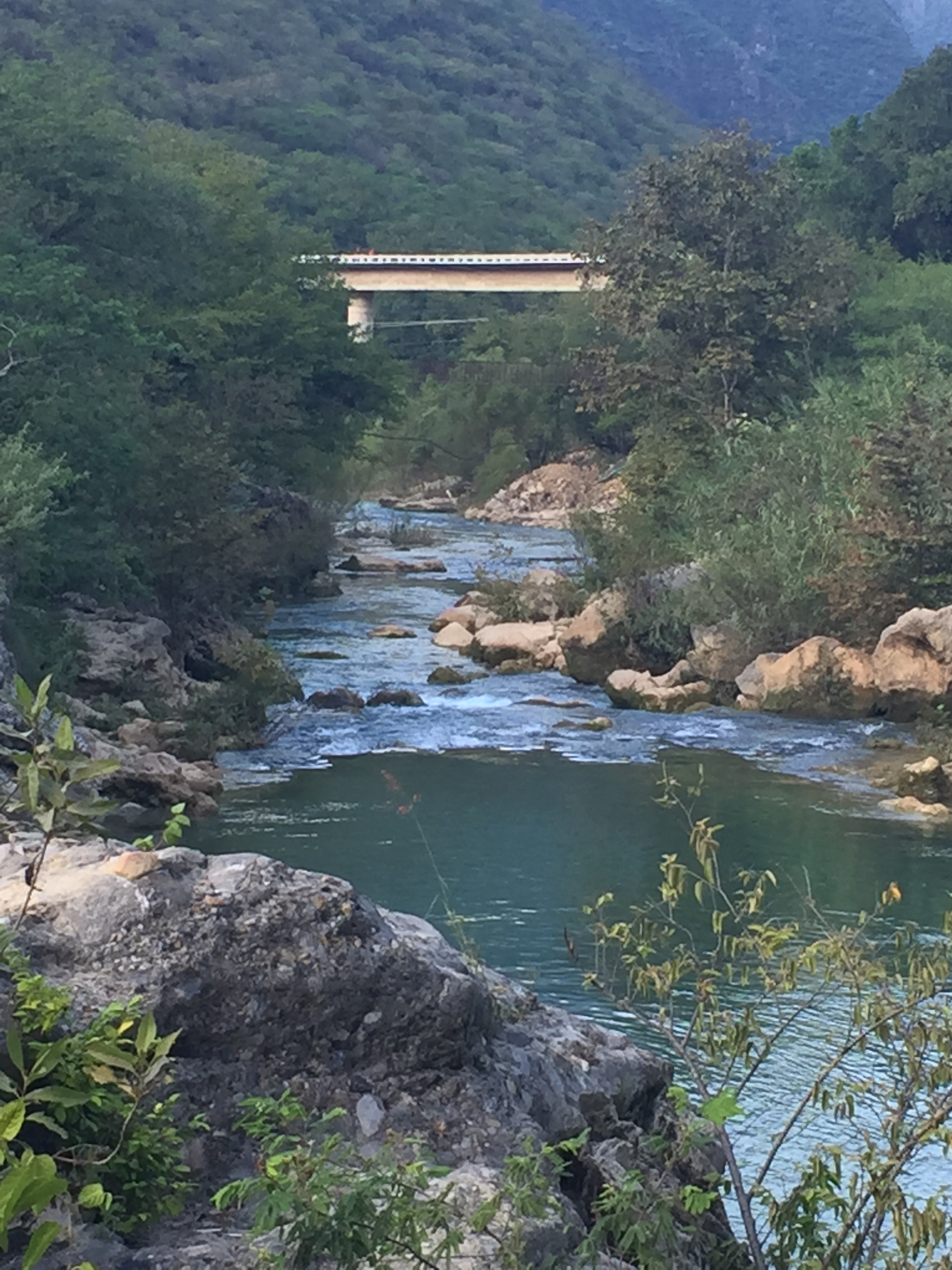
Fotografía del Río Extoraz en Ayutla, Querétaro.

El Estado de Querétaro se ubica en tres zonas geográficas nacionales. Estas son: Sierra Madre Oriental, Mesa del Centro y Eje Neovolcánico. Pero en general la mayor parte de la superficie estatal se asienta en terreno irregular que lo conforman: la Sierra Gorda (México), la Sierra Madre Oriental, la Sierra Queretana o de Huimilpan (que tienen una altitud promedio de 2,700 m s. n. m.). Cabe destacar que también existen lomeríos o elevaciones independientes a estas sierras que poseen altitudes que van desde los 2,000 a 2,600 metros de altitud oceánica. Entre los límites de estas sierras y cordilleras montañosas se asienta la zona denominada Bajío, ubicada en la parte centro-sur del Estado. Está compuesta por extensos valles y llanuras que están por arriba de los 1,900 m s. n. m. Son ocupados para fines agrícolas y ganaderas. El Bajío queretano es una de las zonas más fértiles del país y en donde se ubican los principales centros urbanos del estado como lo son Santiago de Querétaro y San Juan del Río (Querétaro)

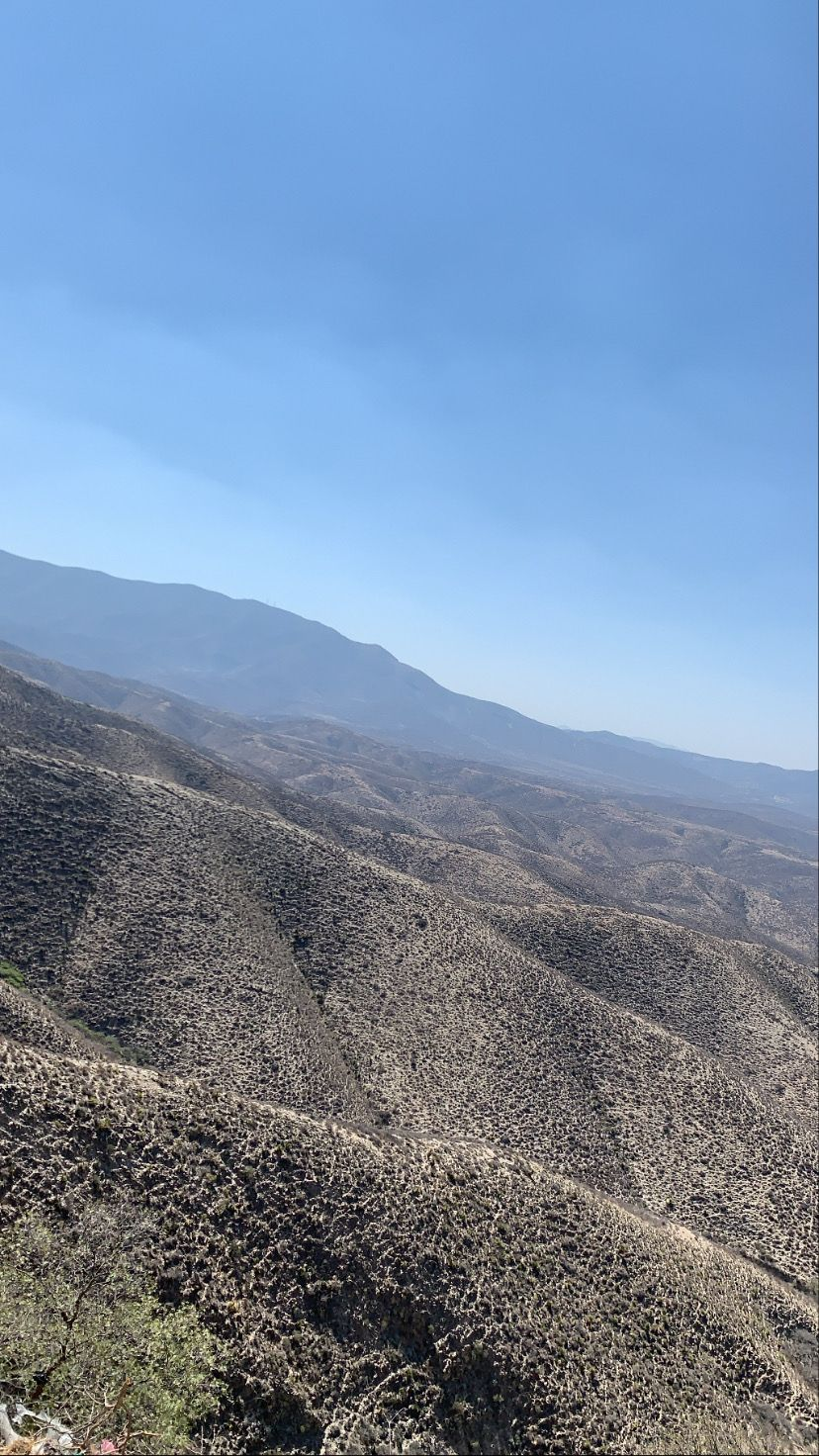
Entrada de la Sierra Gorda en Querétaro

Principales elevaciones del Estado de Querétaro.
| Nombre de la elevación | Altitud en metros |
| ---------------------- | ----------------- |
| Cerro El Zamorano      | 3,360             |
| Cerro Pelón Muytejé    | 3,315             |
| Cerro El Espolón       | 3,240             |
| Cerro La Pingüica      | 3,160             |
| Cerro Las Vigas        | 3,120             |
| Cerro La Laja          | 3,120             |
| Cerro La Calentura     | 3,060             |
| Cerro Bravo            | 2,820             |
| Cerro Grande           | 2,820             |
| Cerro El Gallo         | 2,760             |
| Cerro El Tejocote      | 2,720             |
| Sierra La Peña Azul    | 2,700             |
| Cerro Gordo            | 2,630             |
| Cerro La Virgen        | 2,600             |
| Peña de Bernal         | 2,510             |
| Cerro del Cimatario    | 2,350             |

El municipio con asentamientos más elevados es Amealco de Bonfil a 2,620 m. Y el que tiene asentamientos más bajos es Jalpan de Serra, a 760 m (irónicamente, en la región de la Sierra Gorda). Santiago de Querétaro y San Juan del Río están situados a 1,820 y 1,920 m s. n. m., respectivamente.

Tiene una altitud media de 1,900 metros sobre el nivel del mar. La mitad sur son llanuras y cerros de 2,000 m s. n. m. La mitad norte es de montañas, altas mesetas y grandes cañadas: la Sierra Gorda y la Huasteca queretana.

### Hidrografía
Querétaro está cruzado por el parteaguas continental. 
- La Cuenca del Pacífico inicia en los arroyos provenientes del Pinal Zamorano formando diferentes riachuelos que forman el río Querétaro, y este a su vez La Laja en Guanajuato, que después se integra a la Gran Cuenca Santiago-Lerma.
- La Cuenca del Golfo de México surge de los cerros El Moro y El Mexicano sobresaliendo el río Colón proveniente del Moro. Este a su vez es el río Tolimán, que es afluente del Extoraz y se une al Moctezuma y al Pánuco.

Querétaro pertenece a dos grandes cuencas hidrológicas: la cuenca del Pánuco, que desemboca en el Golfo de México y que irriga la parte oriental, y la cuenca Lerma-Santiago que fluye al lago de Chapala y posteriormente al Océano Pacífico. En la primera cuenca entre los ríos principales se encuentra el río San Juan, que se une al río Tula para formar el río Moctezuma, el cual marca el límite oriental con el estado de Hidalgo; en la Sierra Gorda hay bastantes, como el Extoraz y el Santa María. Los ríos El Pueblito y Querétaro pertenecen a la cuenca del Lerma. Los principales cuerpos de agua son principalmente presas, destacando entre ellas la de Zimapán, Constitución de 1917, San Ildefonso, Centenario, Santa Catarina, La Llave, Jalpan y La Soledad. Así como la laguna del Divino Redentor.

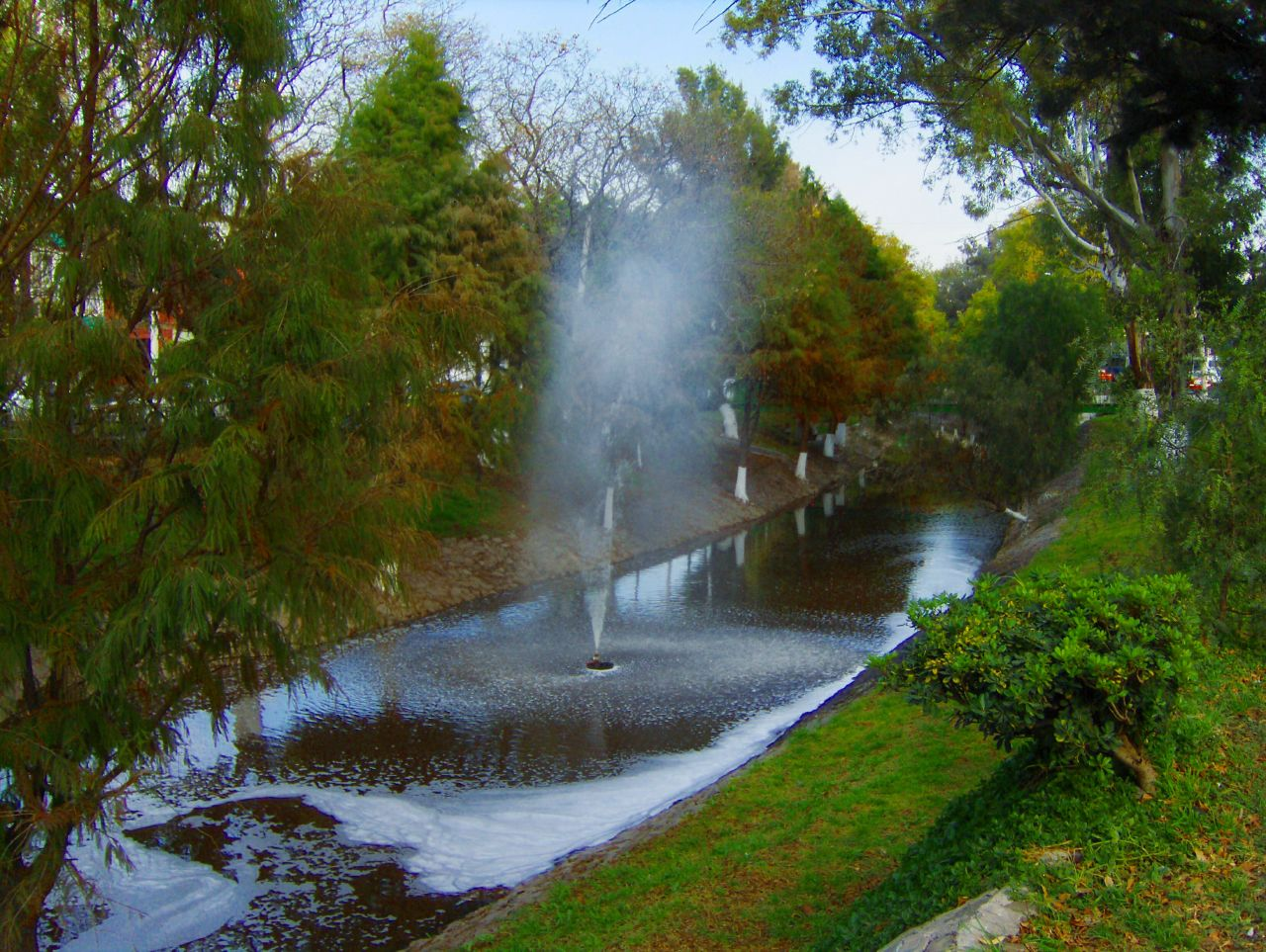
Uno de los ríos que cruzan la ciudad de Querétaro.

La Zona Metropolitana de Querétaro, así como una buena parte del centro de México, Guanajuato y Jalisco, que concentran una gran población, son abastecidas por la cuenca del Lerma, razón por la cual está sobreexplotada mostrando sus efectos claramente apreciados en el Lago de Chapala que estuvo a poco de secarse. En contraste, Tequisquiapan y Colón existen manantiales termales de gran calidad y varios pozos.
Ha habido muchos proyectos que tienen la intención abastecer la ciudad desde la cuenca del Pánuco, incluido un polémico embalse en el río Extoraz en la región de la Sierra Gorda. El Acueducto II será construido en los años siguientes, para abascecer al Valle de Querétaro y el Semidesierto, con el agua del río Moctezuma. Se espera que el Acueducto II satisfaga las necesidades de agua para los próximos 30 años.
El agua es regulada y suministrada a los consumidores urbanos por la Comisión Estatal del Agua (CEA), una dependencia gubernamental. Querétaro es el estado más limpio en México (en el caso de agua).

### Clima

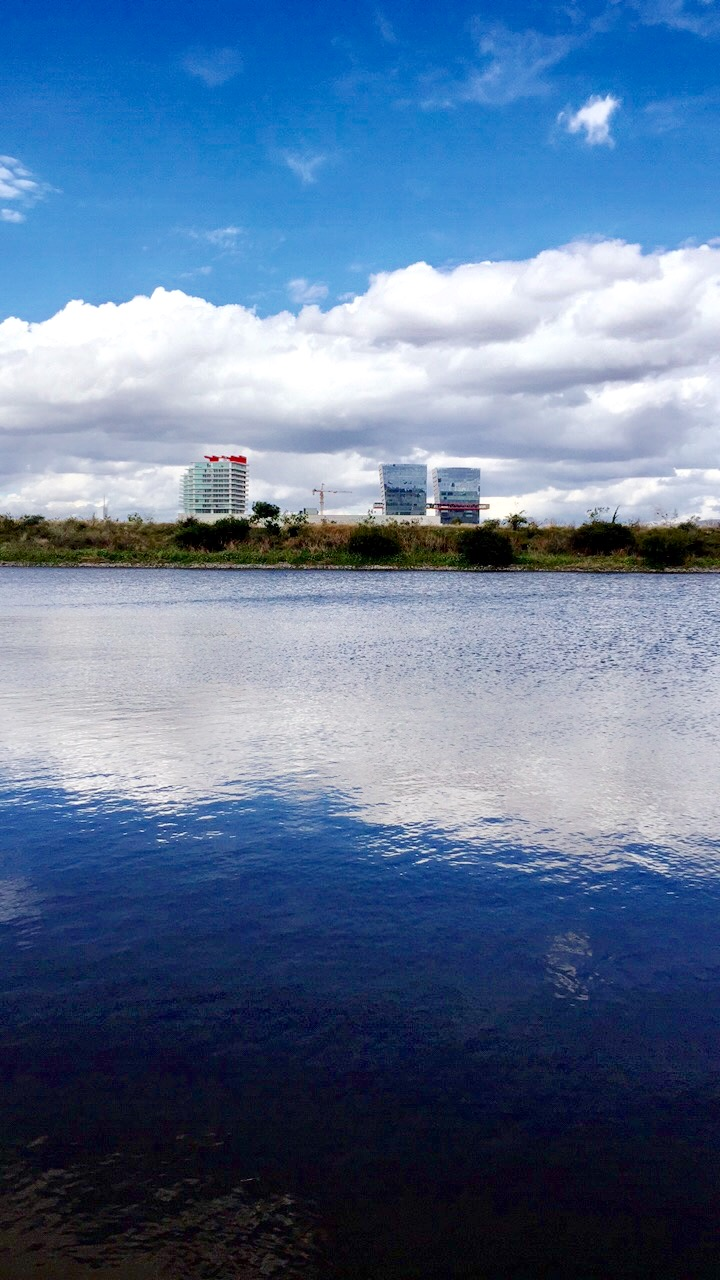
Vista del lago de Centro Sur en Querétaro

El Estado de Querétaro se distingue por tener climas no extremos, los cuales son muy benignos para la agricultura. Por la geografía del Estado varios municipios del mismo poseen varios tipos de climas diferentes y van desde los más secos a los más húmedos. De la entidad, los municipios que posee un porcentaje total o parcial de clima seco o semiseco: 
- Querétaro
- El Marqués
- Corregidora
- Pedro Escobedo
- San Juan del Río
- Tequisquiapan
- Colón
- Tolimán
- Ezequiel Montes
- Cadereyta de Montes (parte central y sur)
- Peñamiller

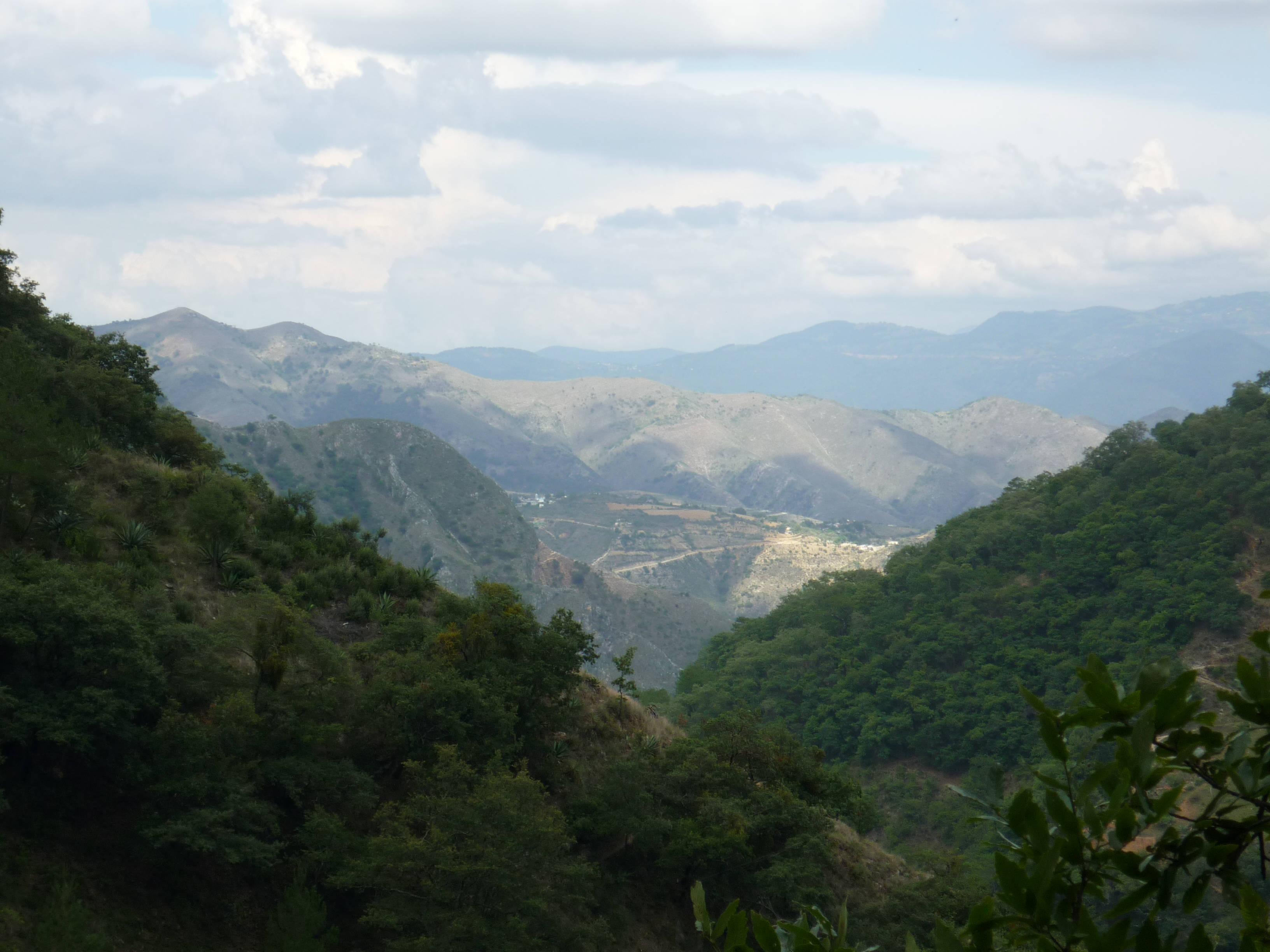
La Sierra Gorda de Querétaro

Se caracterizan estos climas por tener temperatura altas en verano (no extraordinarias) y frías notables en invierno, la temperatura máxima en promedio no rebasa los 35 grados Celsius (en algunos casos) y la temperatura fría en promedio es de 5 a -1 grados Celsius respectivamente. El periodo de precipitaciones se comprende desde mayo hasta octubre, con algunas tormentas muy aisladas en zonas montañosas de los municipios en invierno. El promedio de precipitación es de 600 mm.
Los municipios que poseen clima cálido subhúmedo y cálido húmedo son los que se ubican en la región de la Sierra Madre Oriental y Sierra Gorda:
- Arroyo Seco
- Jalpan (parte central y norte)
- Landa de Matamoros

Estos climas dependen mucho de la orografía del lugar, sus veranos son muy cálidos con temperaturas en promedios de 35 a 40 grados centígrados, sus inviernos son muy agradables con temperaturas templadas de 16 a 21 grados Celsius, la precipitación se presenta todo el año, pero en donde se presenta con mayor intensidad y duración es en primavera y verano.
Los municipios que poseen clima templado subhúmedo y templado húmedo están ubicados en dos partes, sur y noreste del estado.
Parte sur
- Amealco de Bonfil
- Huimilpan

Parte noreste
- San Joaquín
- Pinal de Amoles
- Jalpan (parte sur)
- Cadereyta de Montes ( parte extrema noroeste)

Por su altitud con respecto al nivel del mar, estos municipios tienden a ser más frescos que los demás. Los municipios como: San Joaquín, Pinal de Amoles, Jalpan de Serra (parte sur) y Cadereyta de Montes (parte extrema noreste) están ubicados en la parte más alta de la Sierra Gorda, que sobresale de los 2,800 metros sobre el nivel del mar. Su temperatura máxima tiene un rango de 25 a 30 grados Celsius. La temperatura mínima tiende a ser muy fría en invierno (de 0 a -5 grados Celsius) y fría en las demás estaciones del año (de 10 a 4 grados centígrados). El periodo de precipitación se comprende desde abril a noviembre con una lámina anual de precipitación de 800 a .

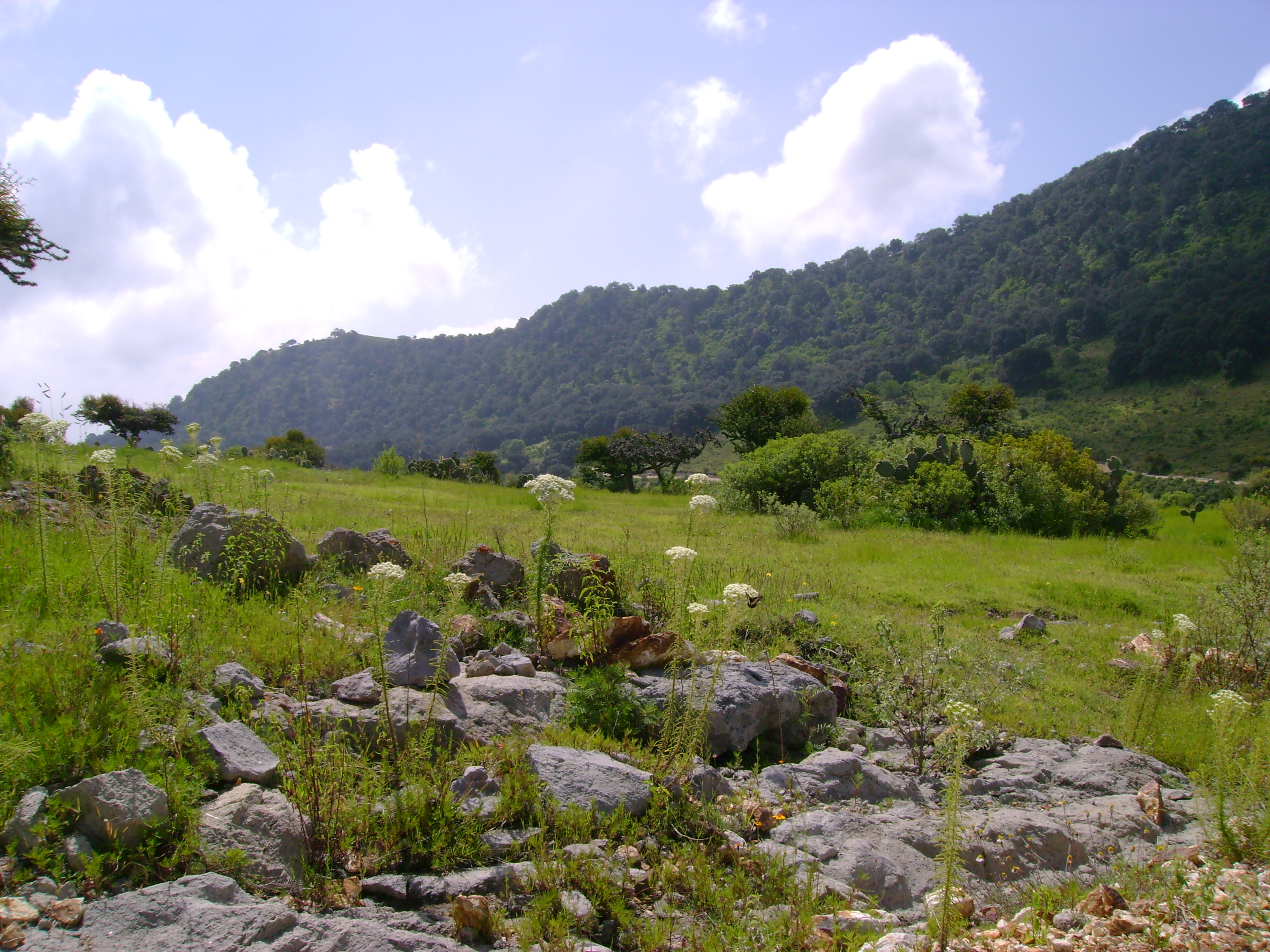
Altiplano queretano

Las temperaturas y precipitaciones promedio para algunas ciudades son:
- Santiago de Querétaro: 18.8 °C / 702 mm
- San Juan del Río: 17.3 °C / 720 mm
- Amealco de Bonfil: 14.9 °C / 950 mm
- Jalpan: 23.9 °C / 1030 mm
- Tequisquiapan: 19.9 °C / 680 mm

Las temperaturas constantemente cambian, debido a que se encuentra expuesto a intensas olas de vientos y lluvia.

### Recursos naturales
La vegetación que se puede encontrar en las sierras de Querétaro está representada por abeto, pino, encino, oyamel y enebro; también hay copal, caoba, palo de rosa, ébano, framboyán, mezquite, nopal, agave, lechuguilla y damiana. En el Bajío se encuentran árboles frutales de tejocote, pera, membrillo y manzano. En la comarca Minera crecen, entre otras plantas, cactus, mezquite, maguey y nopal. En la Mesa del Centro, la vegetación es escasa, pero existen nopales, yuca, mezquite y pirul.
Entre la fauna más abundante de la zona destacan las siguientes aves, mamíferos y reptiles: garza, gato montés, coyote, zorrillo, lagartija, conejo, cotorra, colibrí, liebre, tordo, cacomixtle, búho, serpiente de cascabel y murciélagos. Hacia el centro y en toda la parte norte y este del estado en donde típicamente venados cola blanca, onza, jaguar y oso negro. En la sierra de la Huasteca la fauna típica está compuesta de tlacuaches, puercoespín, tigrillo, tejón, codorniz y guajolote. La existencia de un suelo árido y las escasas lluvias de temporal que se presentan en el Bajío, propicia que se deé la presencia de serpiente coralillo, escorpión, lagartija, camaleón, araña, ciempiés, grillo, chapulín, hormigas y pinacates.
| Flora y fauna de Querétaro |                      |                      |                          |                      |
|                            |                      |                      |                          |                      |
| Ursus americanus           | Puma concolor        | Tamiasciurus         | Vulpes                   | Coragyps atratus     |
|                            |                      |                      |                          |                      |
| Psittacidae                | Crotalus durissus    | Tayassuidae          | Odocoileus virginianus   | Didelphis virginiana |
|                            |                      |                      |                          |                      |
| Oyamel                     | Opuntia ficus-indica | Kroenleinia grusonii | Cylindropuntia imbricata | Pinus ponderosa      |

## Demografía
Según los datos que arrojó el Censo de Población y Vivienda 2020 realizado por el Instituto Nacional de Estadística y Geografía (INEGI) con fecha de referencia el 15 de marzo de 2020, el estado de Querétaro contaba hasta ese año con un total de 2 368 467 habitantes. De dicha cantidad, 1 156 820 eran hombres y 1 211 647 eran mujeres. La tasa de crecimiento anual para la entidad durante el período 2010-2020 fue del 2.7%.
Notas
- Fuente:Instituto Nacional de Estadística y Geografía
- Censos de población (1895 - 1990, 2000, 2010 y 2020)[28]

### Índice de Desarrollo Humano
El estado comprende de 2 municipios con IDH muy alto, 6 con IDH alto y 10 municipios con IDH medio. La media estatal fue de 0.77, siendo la décima entidad federativa de México con más desarrollo, según el último informe de desarrollo humano titulado «Informe de Desarrollo Humano Municipal 2010-2020: una década de transformaciones locales en México» del Programa de las Naciones Unidas para el Desarrollo (PNUD) publicado el 15 de febrero de 2023. Donde muestra una perspectiva municipal y datos estatales desde el 2010 al 2020.

## Gobierno
El Gobierno del Estado se encuentra dividido en tres poderes:
- Ejecutivo: representado por el gobernador del estado, elegido por votación por un periodo de 6 años sin posibilidad de reelección.
- Legislativo: Congreso del Estado representado por 25 diputados de los cuales 15 son elegidos por votación y los otros 10 proporcionales (plurinominales). La LIX Legislatura (2018-2021) cuenta con 11 diputados del PAN, 6 de MORENA, 4 del PRI, uno del PES, uno del PVEM, una del Partido Querétaro Independiente y una Diputación Independiente.
- Judicial: Tribunal Superior de Justicia del Estado de Querétaro.

En la Constitución de 2008, se establece que el gobierno del Estado hace referencia a cualquiera de los tres poderes, y no solamente el que encabeza el gobernador en turno.
En cada municipio, el poder lo ejerce el Ayuntamiento, el cual se encuentra conformado por el presidente municipal y los regidores, quienes tienen funciones reglamentarias y facultades legislativas.

### Elecciones
- Elecciones estatales 2021
- Elecciones estatales 2018
- Elecciones estatales 2015
- Elecciones estatales 2012
- Elecciones estatales 2009
- Elecciones estatales 2006
- Elecciones estatales 2003
- Elecciones estatales 2000
- Elecciones estatales 1997
- Elecciones estatales 1994
- Elecciones estatales 1991

### División político-administrativa
Los municipios que conforman Querétaro son los siguientes:
| Municipios de Querétaro |                     |                    |       |                    |                       |
|                         |                     |                    |       |                    |                       |
| Clave                   | Municipio           | Cabecera municipal | Clave | Municipio          | Cabecera municipal    |
| 001                     | Amealco de Bonfil   | Amealco de Bonfil  | 010   | Landa de Matamoros | Landa                 |
| 002                     | Pinal de Amoles     | Pinal de Amoles    | 011   | El Marqués         | La Cañada             |
| 003                     | Arroyo Seco         | Arroyo Seco        | 012   | Pedro Escobedo     | Pedro Escobedo        |
| 004                     | Cadereyta de Montes | Cadereyta          | 013   | Peñamiller         | Peñamiller            |
| 005                     | Colón               | Colón              | 014   | Querétaro          | Santiago de Querétaro |
| 006                     | Corregidora         | El Pueblito        | 015   | San Joaquín        | San Joaquín           |
| 007                     | Ezequiel Montes     | Ezequiel Montes    | 016   | San Juan del Río   | San Juan del Río      |
| 008                     | Huimilpan           | Huimilpan          | 017   | Tequisquiapan      | Tequisquiapan         |
| 009                     | Jalpan de Serra     | Jalpan de Serra    | 018   | Tolimán            | Tolimán               |

## Economía
Querétaro es actualmente uno de los Estados con mayor crecimiento en la inversión nacional y extranjera que recibe.  
Su localización centralizada con vías de transporte eficientes lo convierten en uno de los corredores logísticos más importantes del país, además de ser atractivo por la seguridad que aún se percibe en la capital y otros municipios del Estado. 
Querétaro es importante foco receptor de inversión proveniente de Canadá, Francia, Alemania, Estados Unidos y Japón, entre otros. 
La multiculturalidad del Estado además lo sitúa como uno de los más desarrollados y turísticos; sin mencionar el crecimiento exponencial que ha experimentado en los últimos años (debido a la inversión extranjera y nacional), edificios, centros comerciales, puentes, casas, colonias, proyectos habitacionales, fábricas, bodegas logísticas, etc.
La ciudad de Querétaro se caracteriza por su pujante economía en el sector industrial, consecuencia de esto ha habido cada vez una mayor necesidad por oficinas corporativas que se manifiesta en el actual Auge de construcción vertical de la ciudad, siendo ésta la que concentra cerca del 70% del inmobiliario vertical del Bajío.
De tres años a la fecha, la adopción de la cultura de la verticalidad ha ido creciendo de manera importante al pasar de una participación del 12.5 a un 26 por ciento en el total de la vivienda construida en la entidad. 
Esta tendencia ha sido impulsada, en gran medida, por la creciente llegada de personas de otros estados del país, principalmente de la Ciudad de México, donde esta cultura se ha arraigado desde hace muchos años. 
Las construcciones verticales se están concentrando en las zonas Centro Sur y Norte de la capital, en localidades como Milenio III, El Campanario y Juriquilla, principalmente.

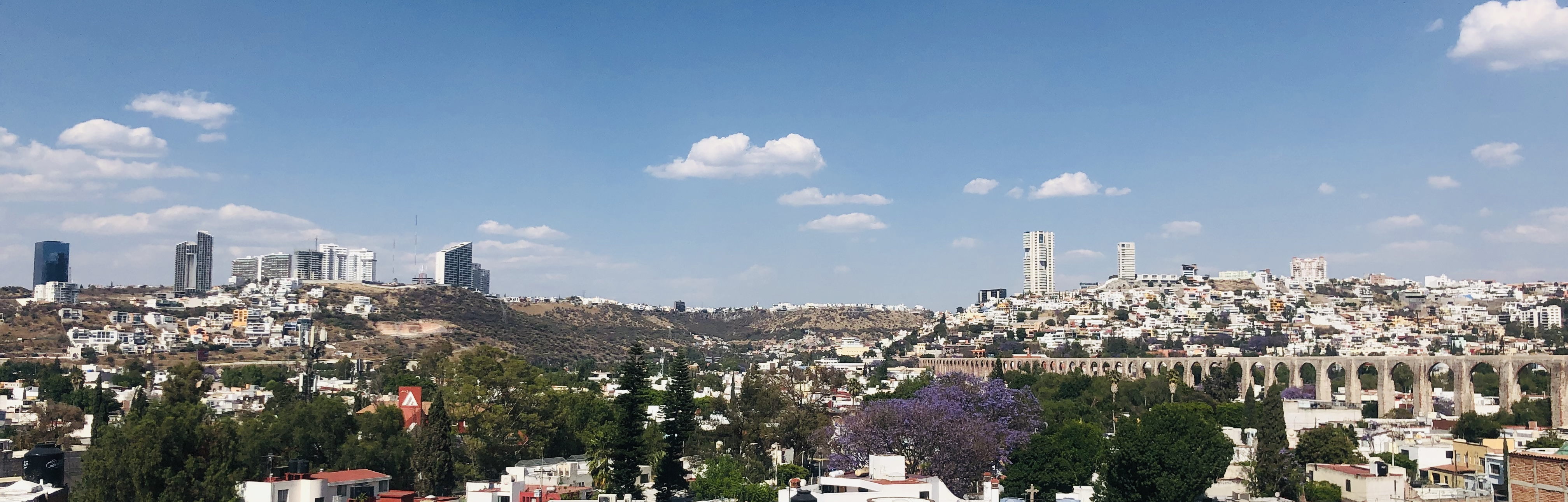
Panorámica de Santiago de Querétaro.

### Agricultura

Los viñedos de Ezequiel Montes.

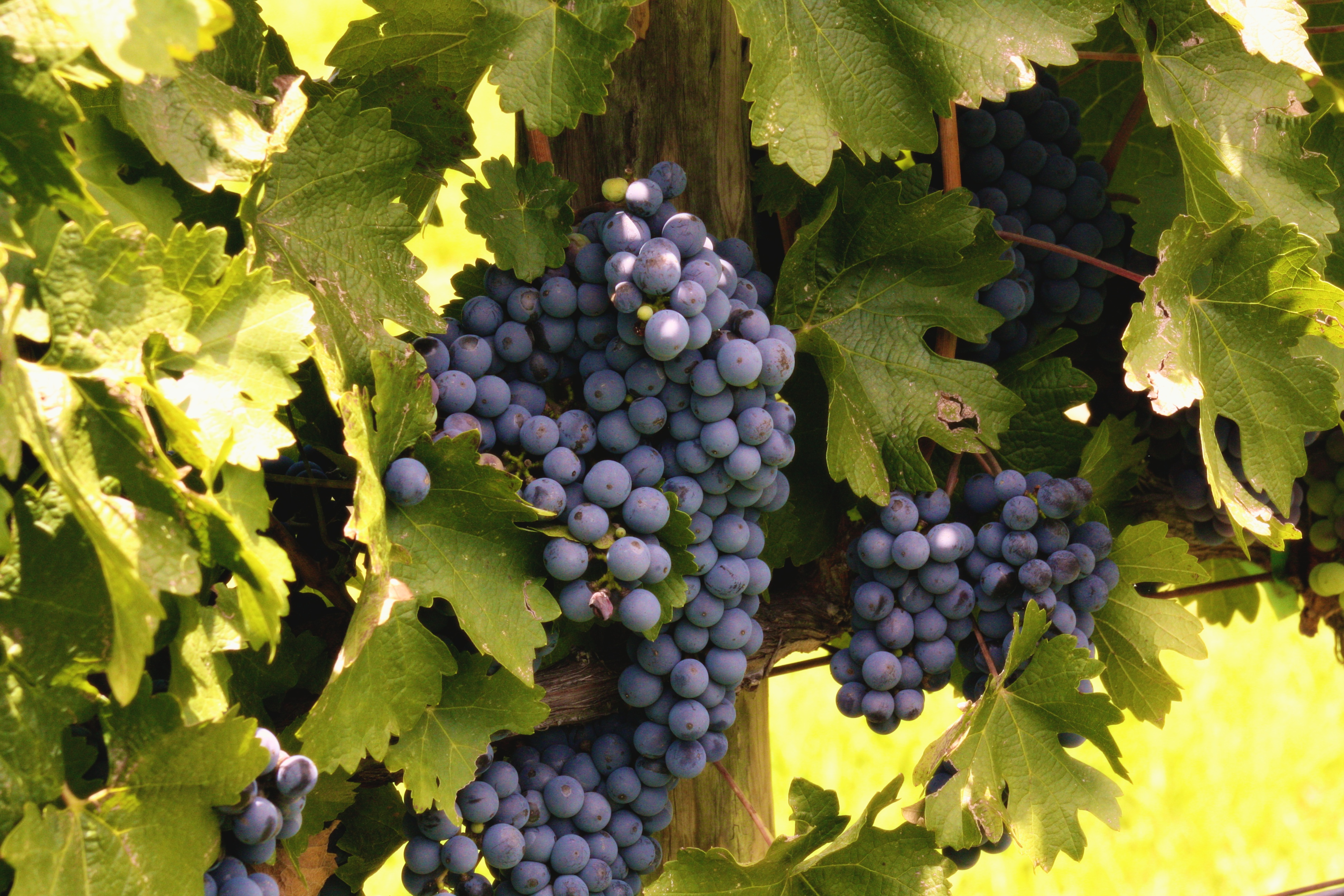
El viñedo Anáhuac.

El Anuario económico 2007 [1] realizado por la Secretaría de Desarrollo Sustentable (SEDESU) del Estado de Querétaro reporta lo siguiente:
Regionalización y subsector agrícola
En el estado de Querétaro la extensión territorial dedicada a las actividades agrícolas se encuentra subdividida en cuatro Distritos de Desarrollo Rural, que corresponden a cada una de las regiones que las dependencias del ramo han delimitado de acuerdo a la similitud de características de los municipios y que es necesaria para la correcta planeación e impulso del sector:
La Región Jalpan comprende dos áreas, montañosa con actividad forestal y trópico seco con actividad agropecuaria de mediano potencial productivo.
La Región Cadereyta tiene un bajo potencial productivo en temporal y en riego, destaca una agricultura desarrollada particularmente en el municipio de Colón. Tienes cuevas de mucho valor espeleológico.
La Región San Juan del Río es la más productiva y en general cuenta con mejor infraestructura de apoyo: carreteras, presas, maquinaria, organizaciones de productores y centros de consumo y comercialización.
 Región Querétaro, tiene un bajo potencial productivo en temporal y en riego un nivel intermedio avanzado.
Producción Agrícola 2006
La producción agrícola durante el año 2006 puede considerarse como buena, ya que del total de la superficie sembrada en cultivos cíclicos se logró cosechar más del 61.3 %, esto fue resultado de la buena temporada de lluvias en la entidad que se presentó en este ciclo.
Del volumen de producción cosechado en el ciclo otoño-invierno, la avena forrajera en verde, triticale forrajero en verde y la zanahoria representaron el 53.8 % del total, siendo los cultivos más representativos del periodo. Analizando el volumen de producción en el ciclo primavera-verano, el más importante del año, el cultivo del maíz grano alcanzó el 36 % de la producción total del ciclo que durante 2006 fue de más de 518,759 toneladas. Otros cultivos importantes son el maíz forrajero en verde y sorgo grano, mientras que los productos perennes alcanzaron un volumen de producción de 736,369 toneladas el mismo año, representando la alfalfa verde el 81 % del total.

### Ganadería
El subsector pecuario es el más importante de los que integran las actividades primarias en el Estado, ya que se distingue por su gran prestigio en el ámbito nacional y por la alta calidad de sus productos.

### Industria
La SEDESU informa en su anuario económico 2007 que, de acuerdo con los censos económicos 2004 del sector secundario, en el estado de Querétaro había 4639 industrias donde laboraron 110 896 personas.
De estas 4639 industrias, 4157 pertenecen al sector manufacturero, 298 al de la construcción, 169 al de la minería y 15 al sector electricidad, agua y gas.
Del total del personal ocupado en el sector industrial del Estado, 94,364 laboraban en el sector manufacturero, 12,679 en la construcción, 2,263 en el sector electricidad, agua y gas, y 1,590 en la minería.
De acuerdo con estimaciones del Sistema de Información Regional de México (SIREM), el sector secundario en Querétaro participa con el 38.5 % del PIB total. Está compuesto por cuatro grandes divisiones económicas: Industria manufacturera 34 %, Construcción 2.7 %, Electricidad, gas y agua con 1.5 % y Minería con 0.3 %.
El Estado cuenta con 17 parques industriales en operación, algunos de ellos son:
- Parque Industrial Benito Juárez, 450 hectáreas, 112 empresas.
- Parque Industrial Querétaro, 347 hectáreas, 122 empresas.
- Parque Industrial Jurica, de 70 hectáreas, 72 empresas.
- Parque La Montaña, 29 hectáreas, 35 empresas.
- Balvanera Industrial Park, 53 empresas.
- Bernardo Quintana Industrial Park, 175 empresas.
- Parque Industrial El Marqués, 83 empresas.[31]
- El Pueblito Industrial Park, 32empresas.
- Finsa Industrial Park- Querétaro, 19 empresas.
- La Cruz Industrial Park, 14 empresas.
- Querétaro Aerospace, Park 6 empresas.
- La Noria Industrial Park, 21 empresas.
- Nuevo San Juan Industrial Park, 30 empresas.
- O'Donnell-Aeropuerto Industrial, Park 20 empresas.
- Santa Rosa Industrial, Park 2 empresas.

Principales actividades (1999):
- Metalmecánica y de autopartes, 669 empresas (32 % del total).
- Alimentos y bebidas procesadas, 598 empresas.
- Papelera, imprenta y editorial, 240 empresas.
- Química y vidriera.

## Turismo
El turismo ha incrementado la importancia en su economía. Querétaro se ha convertido en el primer destino sin playa del país y el séptimo de entre todos (1,764 millones de visitantes y 65 % de ocupación hotelera durante 2006). 92 % de los visitantes provienen de diferentes partes de la república (62 % del Valle de México, otros son Guanajuato, Jalisco, y Nuevo León con 5 % cada uno). El 8 % restante proviene principalmente de Canadá y los Estados Unidos. Hay 226 hoteles, sumando 8,239 habitaciones. El turismo representa un ingreso de 2,611 millones de pesos. Recientemente ganó el Premio Nacional de Diversificación de Producto Turístico Mexicano, en el Tianguis Turístico Acapulco 2011.

### Pueblos Mágicos
El Estado de Querétaro cuenta con seis Pueblos Mágicos, asignados por su gran valor tanto cultural, económico, turístico e histórico, los cuales son:
| Número | Imagen | Población           | Estado    | Año de inscripción |
| ------ | ------ | ------------------- | --------- | ------------------ |
| 1      |        | Bernal              | Querétaro | 2005               |
| 2      |        | Jalpan de Serra     | Querétaro | 2010               |
| 3      |        | Cadereyta de Montes | Querétaro | 2011               |
| 4      |        | Tequisquiapan       | Querétaro | 2012               |
| 5      |        | San Joaquín         | Querétaro | 2015               |
| 6      |        | Amealco de Bonfil   | Querétaro | 2018               |

## Zonas declaradas Patrimonio Cultural de la Humanidad
El Estado de Querétaro posee cuatro sitios que forman parte del listado del Patrimonio Cultural de la Humanidad y un Patrimonio cultural inmaterial de la Humanidad de la UNESCO: la Zona de Monumentos Históricos de Santiago de Querétaro, las Misiones Franciscanas de la Sierra Gorda y las Capillas Otomíes, lugares de memoria y tradiciones vivas de la cultura otomí-chichimeca, como Patrimonio Inmaterial de la Humanidad.[cita requerida]

### Misiones Franciscanas de la Sierra Gorda

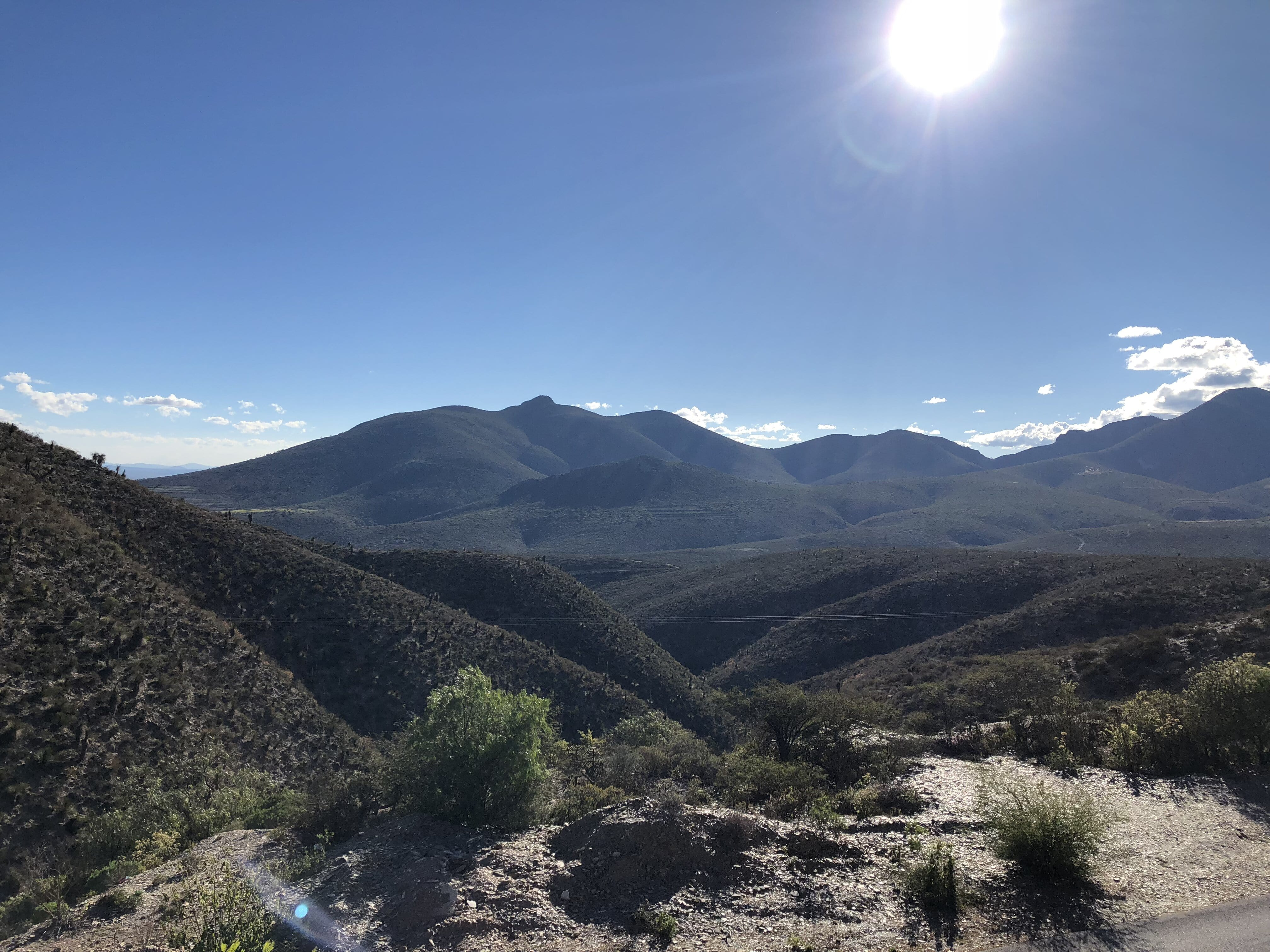
Vista superior de la Sierra Gorda.

En la Sierra Gorda de Querétaro. Nombradas Patrimonio de la Humanidad por la UNESCO y hermosa representación del barroco, son las cinco misiones franciscanas: Jalpan, Tancoyol, Concá, Landa y Tilaco. Construidas entre 1751 y 1762, con la dirección de fray Junípero Serra. 

### San Juan del Río
Centro histórico de la ciudad de San Juan del Río, Querétaro, por el Camino Real de Tierra Adentro, otorgado en el 2010. San Juan del Río cuenta también con el nombramiento de Zona de Monumentos Históricos, por un decreto federal de 1986.[cita requerida]

## Cultura

### Música
En el Estado de Querétaro las instituciones musicales más destacadas son: 
- Orquesta Filarmónica del Estado de Querétaro (OFEQ)[32]
- Banda de Música del Estado de Querétaro[33]
- Escuela de Música Sacra y Conservatorio J. Guadalupe Velázquez[34]
- Estudiantina Femenil y Varonil de la Universidad Autónoma de Querétaro[35]

### Museos
| Museos en el Estado   |                                                                            |
| Municipio             | Museos                                                                     |
| Santiago de Querétaro | * Museo Regional                                                           |
| Santiago de Querétaro | * Museo de Arte de Querétaro MAQRO                                         |
| Santiago de Querétaro | * Museo de Arte Contemporáneo                                              |
| Santiago de Querétaro | * Museo Fundación Santiago Carbonell                                       |
| Santiago de Querétaro | * Museo de Sitio de Santa Rosa de Viterbo                                  |
| Santiago de Querétaro | * Museo de La Estudiantina                                                 |
| Santiago de Querétaro | * Museo de Ciencia el Péndulo de Foucault Concyteq                         |
| Santiago de Querétaro | * Museo de la Restauración de la República                                 |
|                       | * Museo de la ciudad                                                       |
|                       | * Museo de los Conspiradores                                               |
|                       | * Museo Casa de la Zacatecana                                              |
|                       | * Museo de Bichos                                                          |
|                       | * Museo del cerro de las Campanas, La Magia del Pasado                     |
|                       | * Museo del Ferrocarril de Querétaro                                       |
|                       | * Museo del Calendario MUCAL                                               |
|                       | * Museo de Arte Sacro                                                      |
| San Juan del Río      | * Museo del centro histórico                                               |
| San Juan del Río      | * Museo de la Muerte                                                       |
| San Juan del Río      | * Museo del nacimiento                                                     |
|                       | * Museo Iztachichimecapan                                                  |
| Jalpan de Serra       | * Museo Histórico de la Sierra Gorda                                       |
|                       | * Zona arqueológica de Tancamá                                             |
|                       | * Museo Comunitario Pame Xi’oi                                             |
| Amealco               | * Museo de la Muñeca Artesanal                                             |
|                       | * Museo Comunitario Instituto Intercultural Otomí (San Ildefonso Tultepec) |
| Corregidora           | * Museo Comunitario de El Pueblito                                         |
|                       | * Museo de sitio de la zona arqueológica del Cerrito                       |
|                       | * Museo Rubén González. Arte, tradición y fe.                              |
| Colón                 | * Museo Comunitario de Colón                                               |
|                       | * Museo de los Milagros                                                    |
| Cadereyta             | * Museo Regional de Cadereyta                                              |
|                       | * Planetario Dr. José Hernández Moreno                                     |
| Huimilpan             | * Museo Comunitario de Huimilpan                                           |
| Tolimán               | * Museo Comunitario Ya Nfädi Yu Nohño Los Conocimientos de los Otomíes     |
| Landa de Matamoros    | * Museo Comunitario Lucio Balderas Márquez                                 |
|                       | * Museo Comunitario de Tesoros de Nuestra Historia                         |
|                       | * Museo Comunitario Crónica y Arte Agropecuario de la Sierra Gorda         |
| Pinal de Amoles       | * Museo Comunitario Ex convento de Bucareli                                |
|                       | * Museo Comunitario Real y Minas de las Escanelas                          |
| Ezequiel Montes       | * Casa Museo del Dulce                                                     |
|                       | * Museo de la Máscara                                                      |
|                       | * Museo de las Ánimas                                                      |
|                       | * Museo del Cine Nacional Rosalío Solano                                   |
| San Joaquín           | * Museo Comunitario Mineral de San Joaquín                                 |
| Tequisquiapan         | * Museo México me Encanta. Tradiciones mexicanas en miniatura              |
|                       | * Museo del Queso y el Vino Tierra de Alonso                               |
| Fuente:               | Sistema de Información Cultural (SIC México)                               |

Algunos Museos del Estado de Querétaro
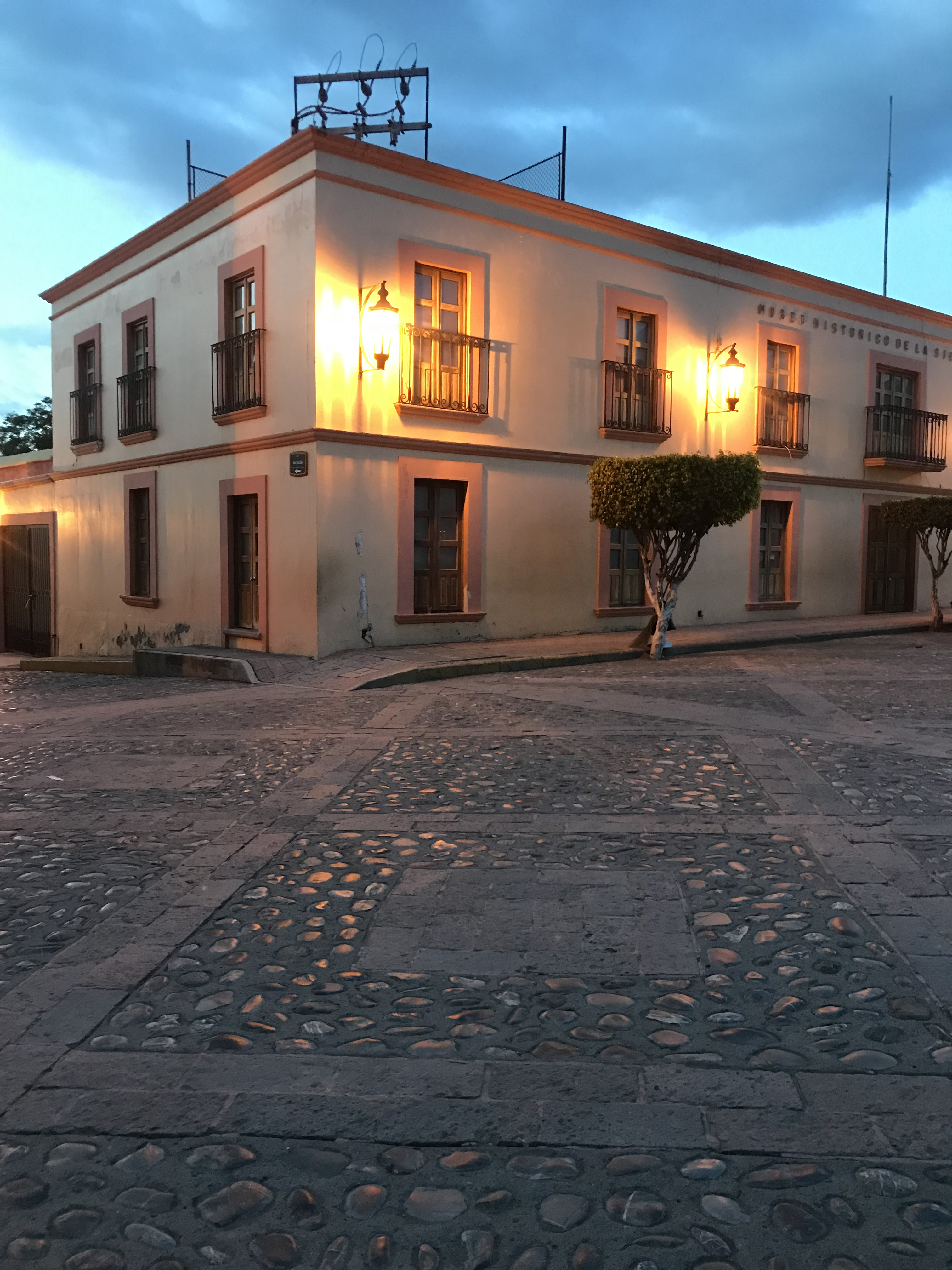
Museo Historico de la Sierra Gorda
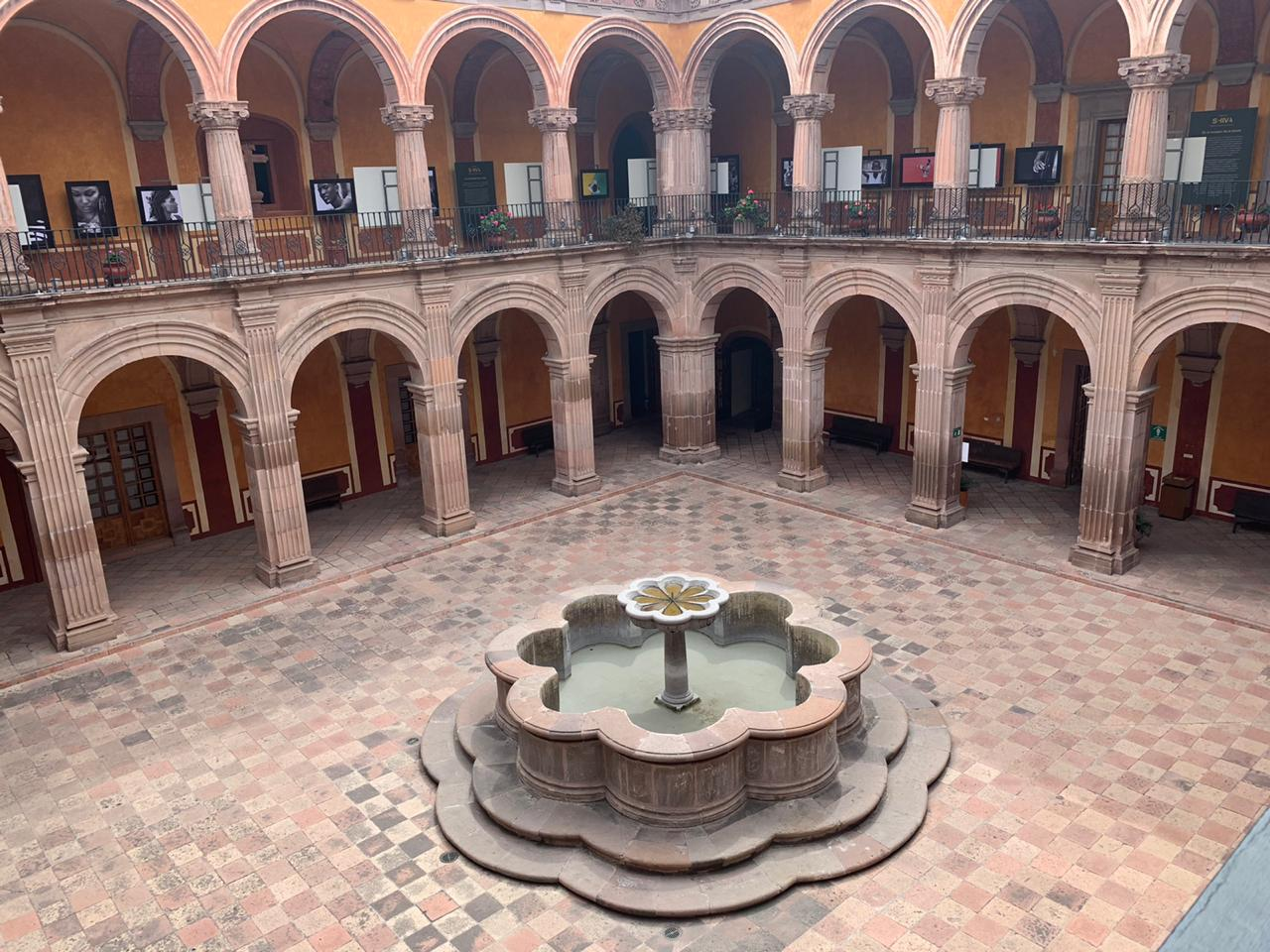
Museo Regional de Querétaro
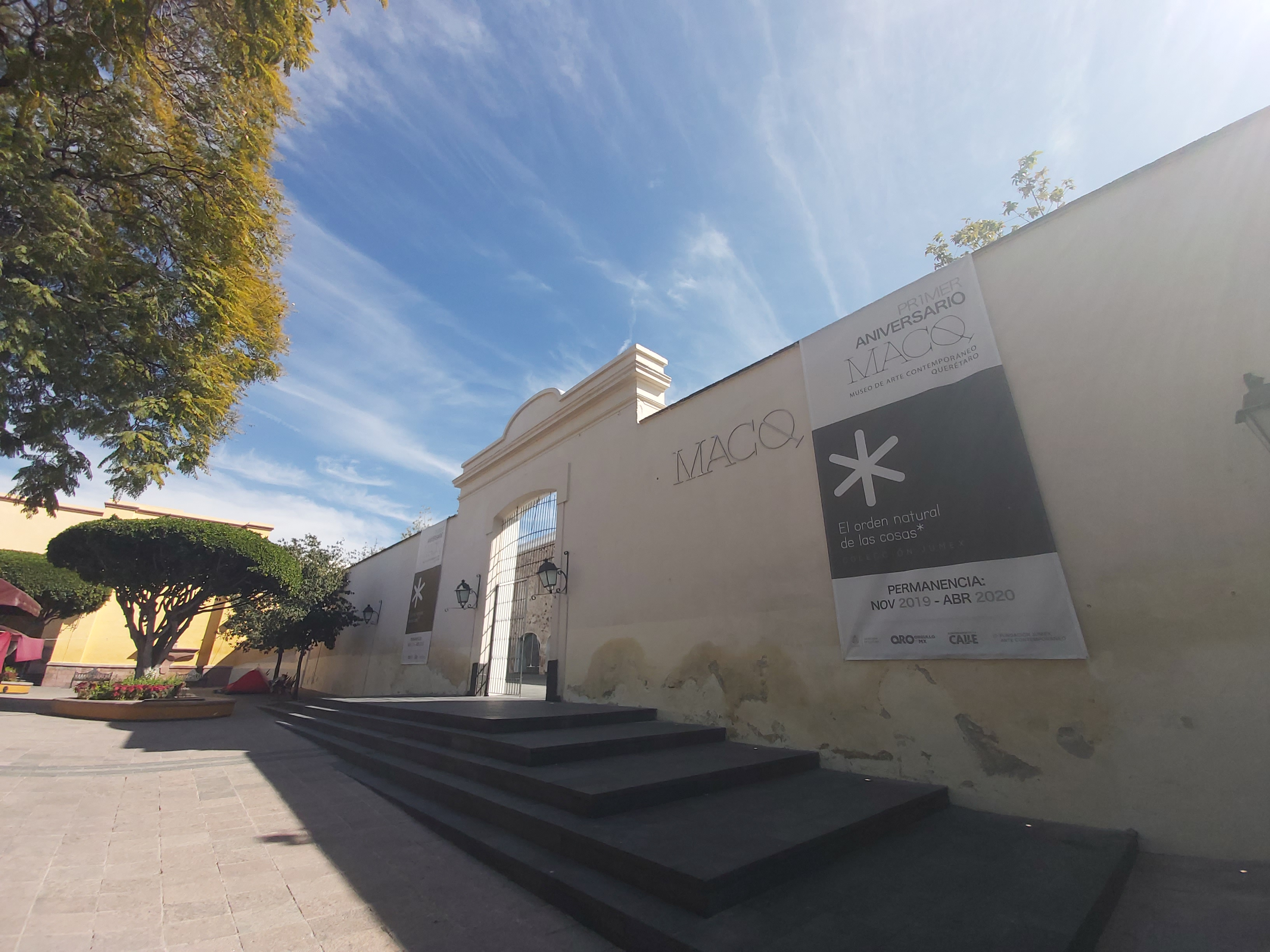
Museo de Arte Contemporáneo Querétaro
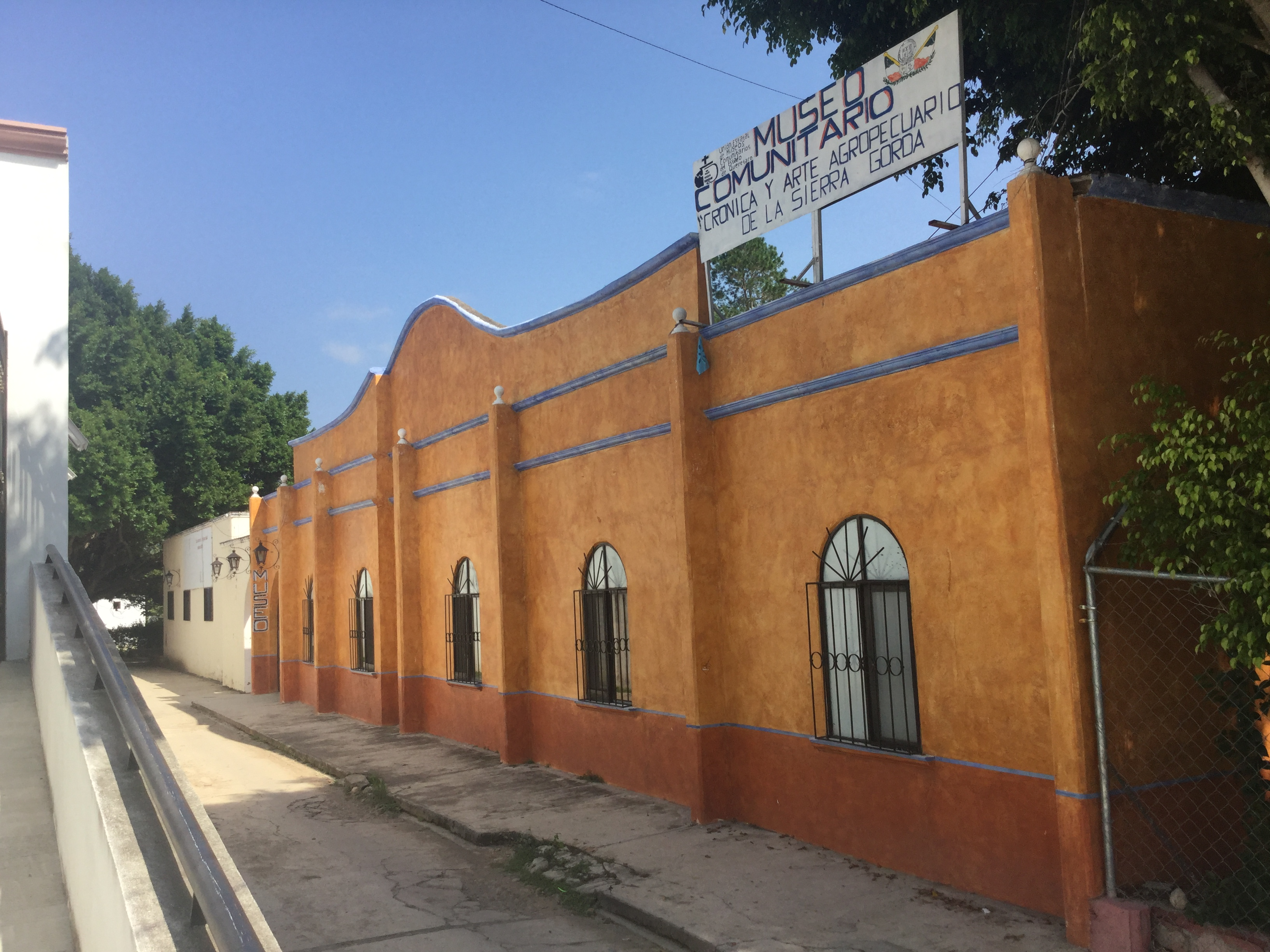
Museo Comunitario y cronica y arte agropecuario de la Sierra Gorda
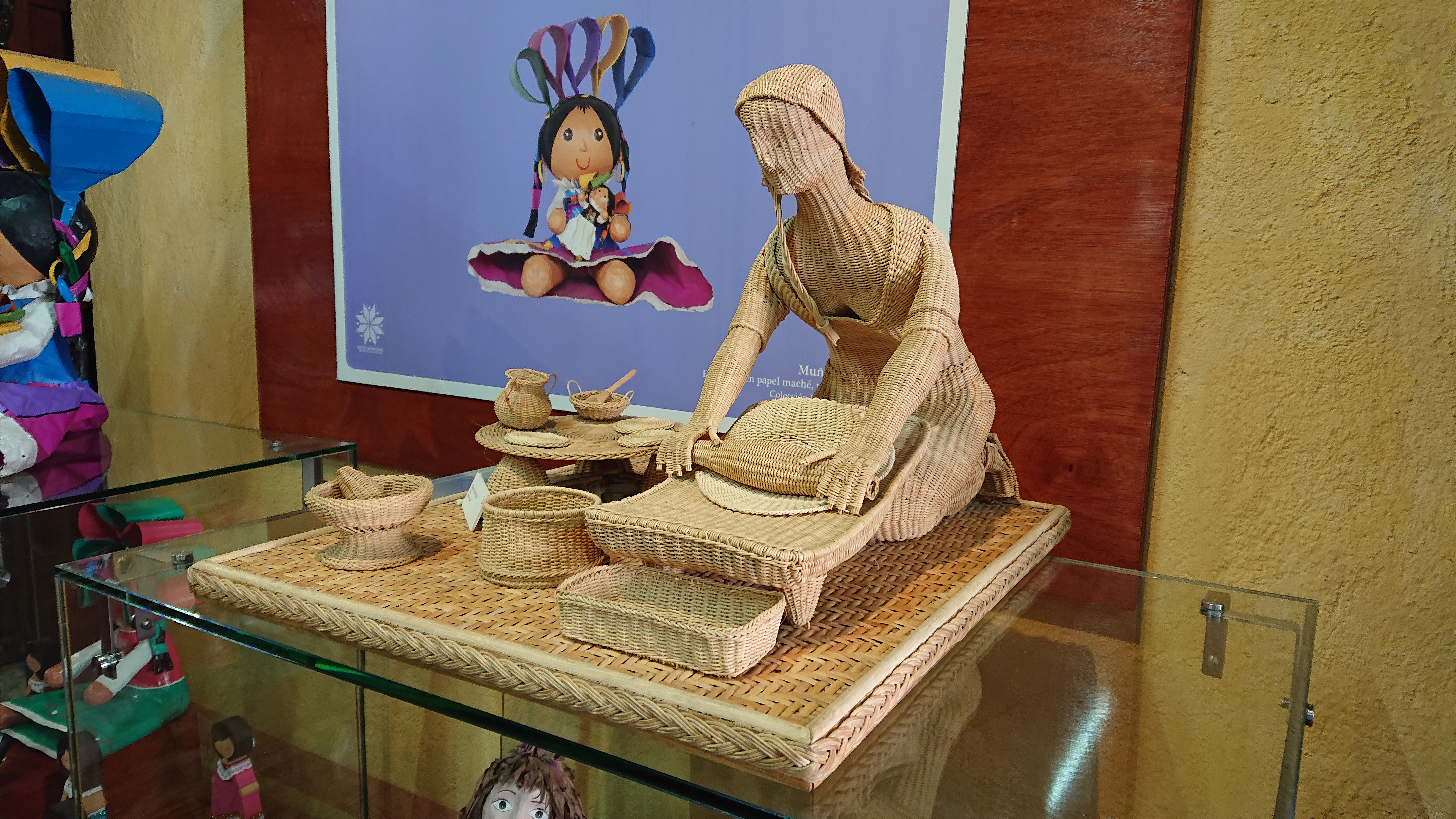
Muñeca de mimbre en el Museo de la muñeca artesanal
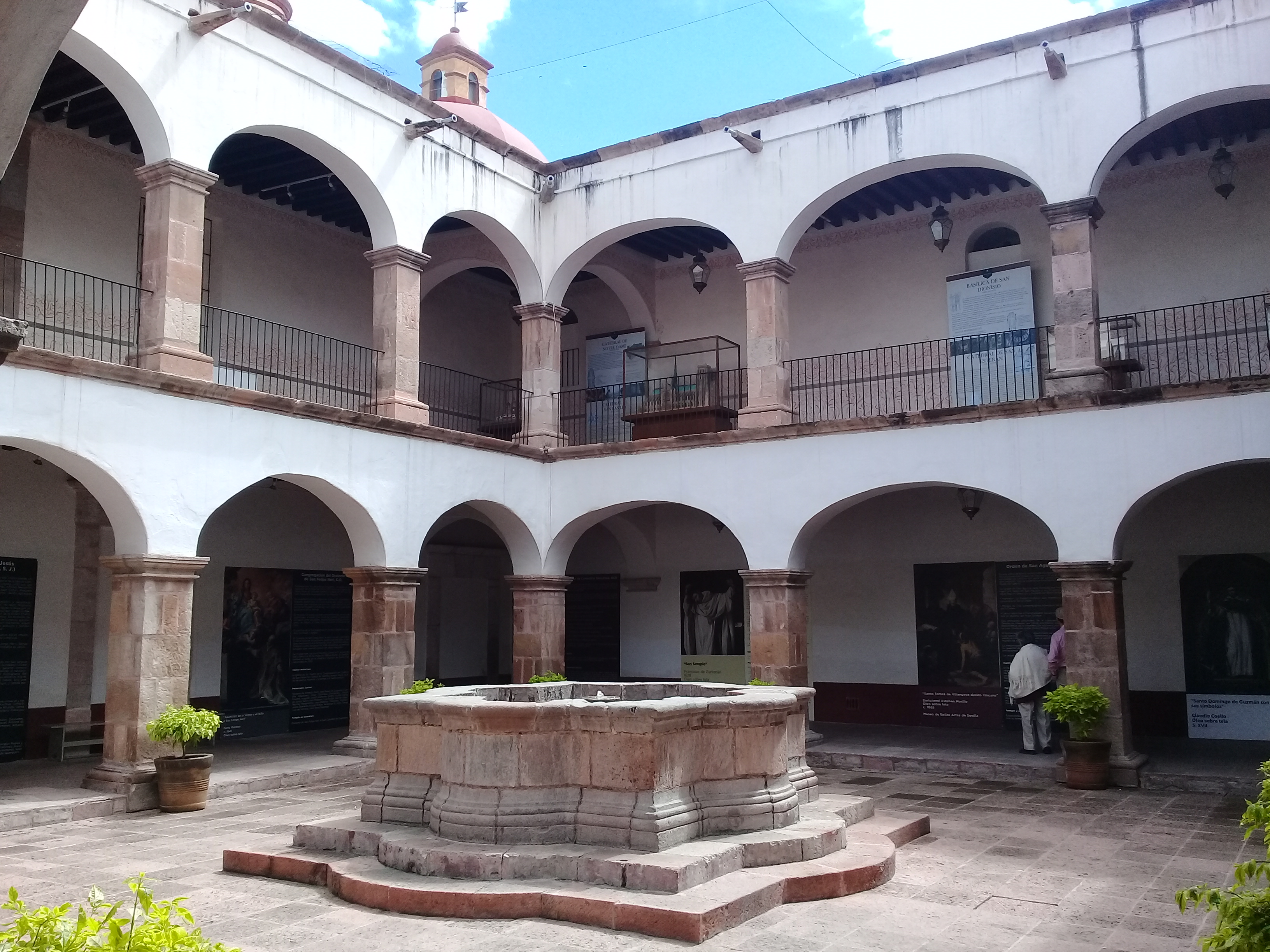
Museo de Arte Sacro de Querétaro
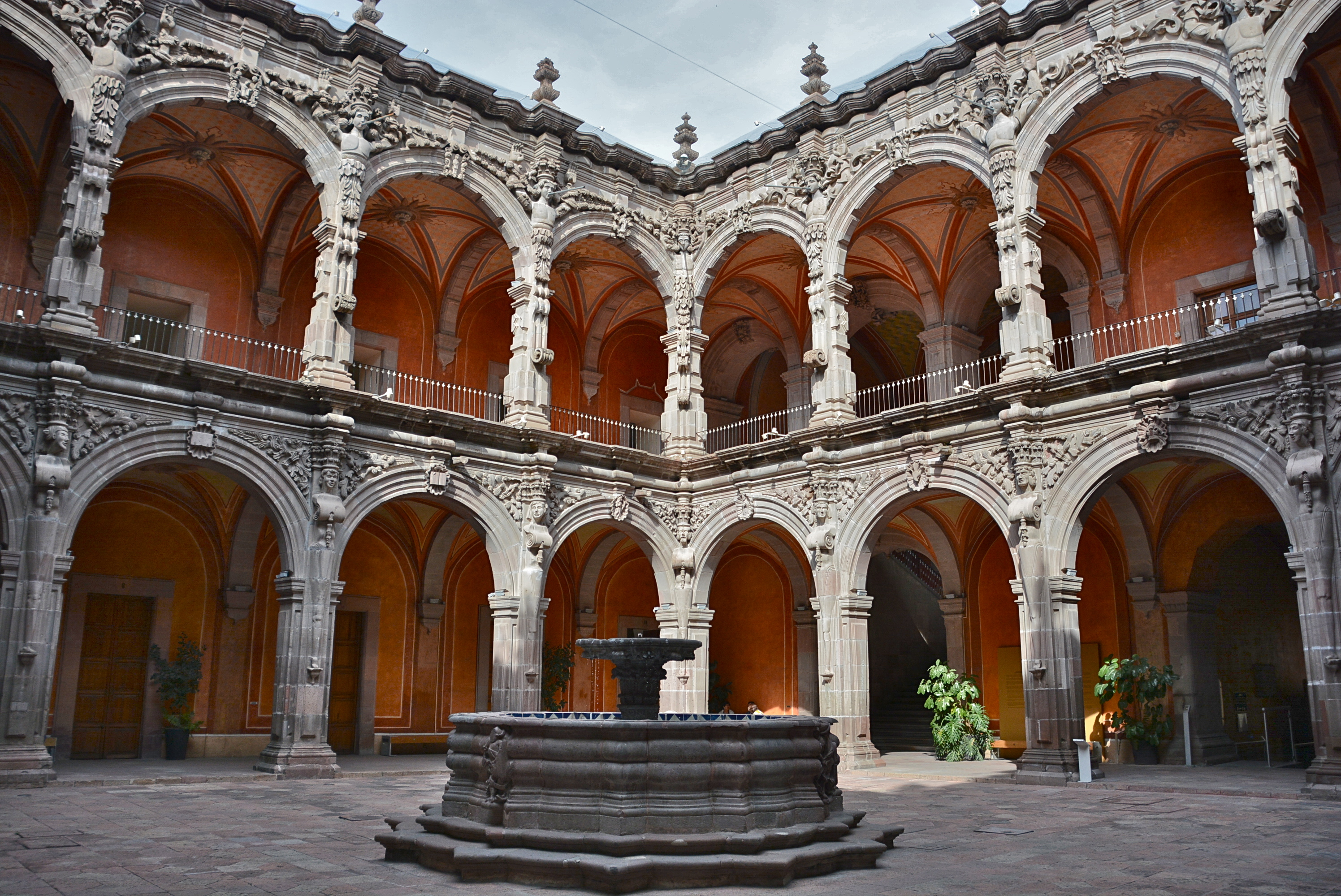
Museo de Arte de queretaro MAQRO

### Recintos Culturales[36]

#### Centro de Congresos y el Teatro Metropolitano
El Centro de Congresos tiene por objetivo ser detonador de la economía en el estado. Se localiza en el paseo de las Artes 1531-B Colonia Josefa Vergara en Santiago de Querétaro, Querétaro. A pocos minutos del aeropuerto y del centro histórico. Cuenta con piso de exposiciones llamado El Gran Salón Querétaro, de 6,450 m², dividido en 4 salas: A, B, C y D todas ellas flexibles a la necesidad del evento. Adicionalmente cuenta con: área de carga y descarga con 2 accesos, Terraza y Lobby. 
El Centro de Congresos cuenta con estacionamiento para 1,550 automóviles y 26 autobuses.
Por encima del Piso de Exposiciones podemos localizar 3 grandes salones: Salón Constitución, Salón Casa de los Corregidores y Salón Acueducto. Junto a dichos salones también está una terraza al aire libre y Cocina.
Justo frente al Centro de Congresos, en noviembre de 2012 el Teatro Metropolitano abrió sus puertas a todos los queretanos que buscan enriquecer su cultura. 
El Teatro Metropolitano cuenta con 3 salas:
• La sala principal tiene cupo para 1,344 personas; se divide en cuatro secciones lo cual hace que la visibilidad sea espectacular desde cualquier punto. El escenario tiene una mecánica de 49 varas con sus motores, tramoya, 4 plataformas móviles, un elevador de foso de orquesta, concha acústica y lo que sea necesario para la presentación de compañías de teatro, conciertos, premieres, danza, etc.
• El teatro experimental, tiene capacidad para 305 personas, especial para eventos con una atmósfera más íntima; De fondo cuenta con una vista panorámica de la ciudad de Querétaro.
• Salón de Danza, está dedicado especialmente para satisfacer las necesidades de grupos de danza y teatro. Tiene cupo para 135 personas. 

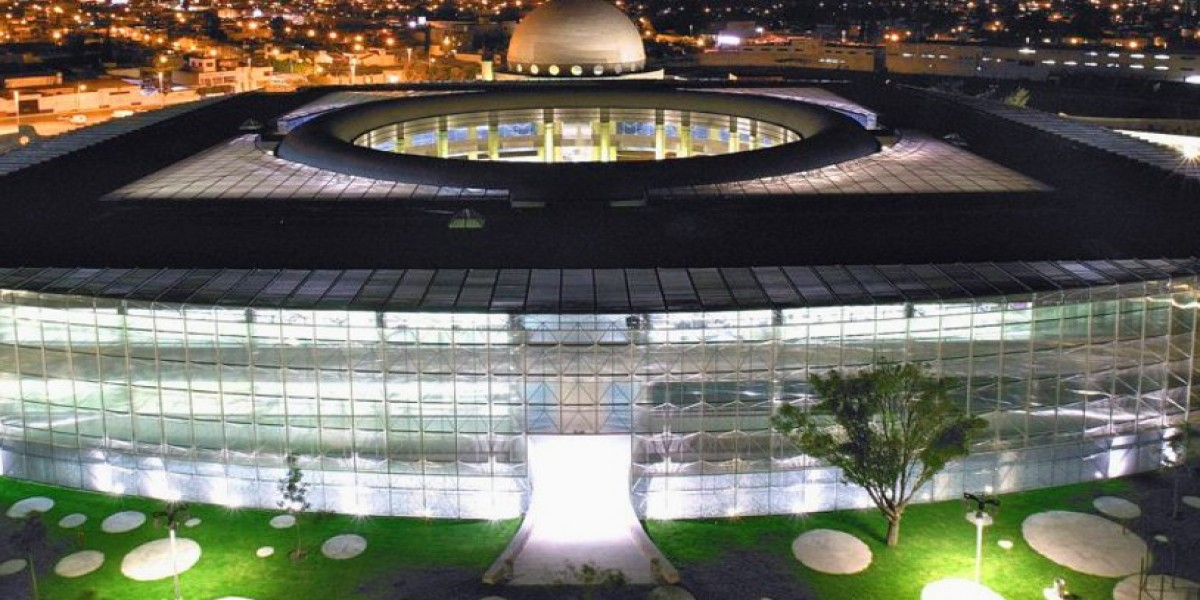
Vista superior del centro Manuel Gómez Morin.

#### Centros Culturales
- Centro Educativo y Cultural del Estado de Querétaro Manuel Gómez Morín (CECEQ)
- Centro cultural Tejeda
- Centro cultural El Portal del Diezmo
- Centro de las Artes de Querétaro, CEART
- CAC UNAM Campus Juriquilla
- Centro Universitario de Estudios Musicales
- Centro de Arte y Cultura Querétaro
- Real Colegio Santa Rosa de Viterbo
- Centro cultural Casa del Faldón
- Centro Queretano de la Imagen
- Centro de Lectura Gabriel García Márquez
- La antigua estación del ferrocarril
- ARTIUM, centro cultural Todas las Artes.
- La Fábrica
- Centro de Arte Bernardo Quintana Arrioja

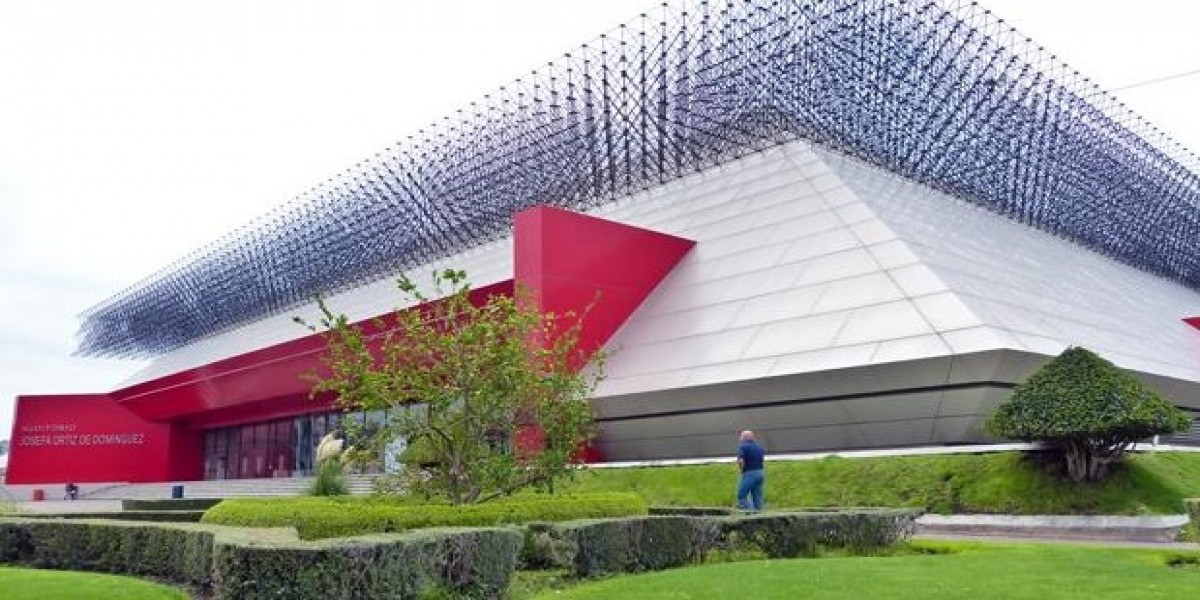
Auditorio Josefa Ortiz de Domínguez en Querétaro.

- La Cartelera, Un Espacio Teatral.
- Santiago Cultural

#### Teatros y auditorios
- Cineteca Rosalío Solano
- Teatro de la ciudad
- Auditorio Josefa Ortiz de Domínguez
- Teatro Esperanza Cabrera
- Teatro de la República
- Auditorio del Centro de las Artes de Querétaro (CEART)
- Foro Múltiple del Museo de la Ciudad
- Auditorio del Museo de la Ciudad
- Teatro Clandestino Foro G
- Estadio Corregidora de Querétaro
- Foro al Aire Libre del Centro de las Artes de Querétaro, CEART
- Teatro Sol y luna
- Mesón de los Cómicos de la Legua UAQ
- Teatro del IMSS
- Teatrino del Museo de la Ciudad
- Corral de Comedias

#### Casas de Cultura
- Casa de Cultura el Marqués
- Casa de Cultura de Santa Bárbara
- Casa de Cultura el Pueblito
- Casa de Cultura Candiles
- Casa de Cultura San Juan del Río
- Casa de Cultura Felipe Carrillo Puerto
- Casa de Cultura Ignacio Mena Rosales
- Casa de Cultura Bicentenario

#### Centros de Desarrollo Humano
- Centro de Desarrollo humano los Olvera
- Centro de Desarrollo humano Joaquín Herrera
- Centro de Desarrollo humano los Ángeles
- Centro de Desarrollo humano Lomas de Balvanera

#### Plazas y Parques
- Ciudad Vive Oriente
- Jardín del Arte
- Plaza de Armas
- Plazuela "Mariano de las Casas".
- Jardín Guerrero
- Plaza Fundadores

#### Bibliotecas
- Biblioteca Pública Carlos de Sigüenza y Góngora
- Biblioteca Pública Plutarco Elías Calles
- Biblioteca Pública Querétaro 2000

#### Escuelas de arte
- Escuela Libre de Escritores
- Escuela Libre de Cine
- Escuela de Laudería
- Escuela de Música Sacra y Conservatorio J. Guadalupe Velázquez
- La Criba

#### Galerías
- Galería Libertad
- Delegación Epigmenio González
- Galería infantil del centro cultural Casa del Faldón
- Galería principal del Centro de las Artes de Querétaro, CEART
- Galería Casa de los Leones del Centro Queretano de la Imagen
- Galería profesional del Centro de las Artes de Querétaro, CEART

### Zonas arqueológicas
Zona Arqueológica del Cerro y Barrio de La Cruz
Localizada en el municipio de San Juan del Río, es el asentamiento prehispánico más antiguo del estado de Querétaro (1200 a. C.), el lugar donde comenzó la conquista de este territorio. Su antiguo nombre: Iztacchichimecapan. El 24 de junio de 1531 los españoles llegaron y conquistaron de forma pacífica el poblado al cual nombraron "San Juan" por ser el día de San Juan Bautista y "del Río" por el caudaloso que baña sus orillas. El centro ceremonial se encuentra a orilla de la carretera federal 57, justo al lado de la terminal de autobuses de la ciudad de San Juan del Río.

#### Ranas
El surgimiento de Ranas sucedió quizás hacia finales del periodo Clásico temprano, entre los años 200 y 600 d. C., fecha esta última en que los especialistas han situado su apogeo, el cual debió prolongarse hasta alrededor del año 1000 de nuestra era.

#### Toluquilla
Muy posiblemente Toluquilla estuvo relacionada con el vecino sitio de Ranas. Los estudios indican que permaneció ocupada desde el año 300 d. C. hasta alrededor del 1300 de nuestra era.
Es probable que este centro ceremonial, político y administrativo desempeñara un destacado papel en el control de la explotación del cinabrio y de las rutas comerciales del área.

#### El Cerrito (Pirámide del Cerrito)
Pirámide del Cerrito: Se localiza a 8 kilómetros al sur de la capital del Estado. Tiene gran similitud con la pirámide de la Media Luna de Tula, Hidalgo. Su arquitectura es de marcada influencia teotihuacana.
La zona arqueológica, de El Cerrito es una construcción de grandes proporciones que fue la cabecera de un asentamiento prehispánico mesoamericano de gran relevancia nacional. Aquí se han encontrado importantes vestigios como esculturas, lápidas, glifos calendáricos y diversas figurillas. Su desarrollo data del primer milenio de nuestra era.
Basamento Piramidal: Durante casi mil años el sitio estuvo expuesto a los agentes climáticos y a la creciente intervención humana, lo que propició un gran deterioro. Incluso, en el presente siglo se registraron numerosos casos de saqueo ya que no había ningún tipo de control, la gente simplemente encontraba figurillas y se las llevaba. 
Es hasta 1995 que el Instituto Nacional de Antropología e Historia (INAH) comienza a realizar trabajos y logra controlar casi la mitad de la superficie y rescatar algunas piezas, mismas que se encuentran en el Museo Regional y en colecciones registradas.
En esta pequeña zona arqueológica, puedes encontrar un pequeño museo del sitio y en ella algunas piezas arqueológicas. Ahora también hay pequeños recorridos dentro de la zona y con guías que te pueden explicar.

### Vestigios paleontológicos
En el año 2002 fueron descubiertos vestigios arqueológicos de mamuts en el municipio de Corregidora y Amealco, Estos hallazgos fueron realizados por lugareños y analizados por antropólogos del Instituto Nacional de Antropología e Historia.
En 2023 un equipo constituido por Carolina Camacho, Paulo Campos y Jorge Ramos, espeleólgos del AEQ - Asociación de Espeleólogos de Querétaro, descubre en una cueva de Cadereyta los huesos de perezoso gigante y de otros animales del pleistoceno. Estos huesos se encuentran en el Laboratorio de Paleontología de la UNAM-Juriquilla, Querétaro.

## Gastronomía
El Estado de Querétaro cuenta con una gastronomía muy peculiar, basada en los productos típicos del semidesierto, las actividades agrícolas y ganaderas de la región, y su herencia virreinal. Predominan ingredientes prehispánicos como el maíz, el chile, las frutas y las cactáceas.
La gastronomía queretana está ligada a las fiestas cívicas y tradiciones religiosas, ya que en ella se cuenta con la oportunidad de apreciar la magnificencia de la cocina. Durante estas celebraciones se puede degustar de estos platillos en las calles del centro de Querétaro, ya que para visitantes y queretanos están las verbenas populares, donde se ofrecen platos fuertes, bebidas, postres o simplemente un antojito. La cocina queretana con su riqueza, variedad y presencia forma parte del patrimonio gastronómico nacional.
Actualmente, en cada municipio del Estado se realizan ferias populares en las que se pueden saborear platillos típicos de la región, como tacos paseados, camote acicalado, aguas frescas, puchero acompañado con tortillas de colores, arroz con granada, pan de huevo o de pulque, enchiladas y guacamole queretano, gorditas de maíz martajado rellenas de migajas o de queso, charales, revoltillo; capirotado y buñuelos con miel de piloncillo y guayaba entre otros. Querétaro dispone del vino de ciruelilla o de otras frutas y pulque curado de almendra. Tequisquiapan es conocido por ser uno de los principales productores de quesos y vinos del país, con los más extraños y ricos sabores.
- Gorditas de migajas (rellenas con carne de cerdo frita).
- Gorditas de maíz quebrado y queso enchilado.
- Enchiladas queretanas (de queso).
- Nieve de mantecado (de vainilla con canela, pasas y fruta seca).
- "Natilla queretana" (nieve de dulce de leche con nuez).
- Guajolotes (bolillo enchilado y frito, relleno con una enchilada, zanahoria, papas, cebolla, crema, chiles en vinagre y queso), en la actualidad los rellenan también de carnitas deshebradas o jamón.
- Camote horneado (achicalado).
- Buñuelos (remojados en salsa de piloncillo con guayaba y canela).
- Barbacoa de borrego (cocinada en hoyo con hojas de maguey).
- Fruta cristalizada (biznaga).
- Cajeta.
- Quiote (tallo del maguey, el cual se pone a cocer con piloncillo).
- Carnitas de Santa Rosa Jáuregui.
- Revoltillo (huevo con salsa verde, se prepara principalmente en la Sierra Gorda-Jalpan).
- Atole de Teja (elaborado con semillas de girasol, lo acostumbran en la Sierra Gorda - Pinal de Amoles).
- Tamales (de queso con chile y los de dulce).
- Tacos dorados.
- Pozole rojo.
- Penca (penca de maguey asada rellena regularmente con carne, chorizo y queso).
- Garbanzas
- Conejo en penca
- Mole de pancita
- Sopa de camote y pechuga
- Chivo tapeado (carne de chivo aderezada con chile, cocinada tradicionalmente en un hoyo en la tierra por 6 horas).
- Rellenos (estos son propios de la época de Semana Santa, son panes rellenos de chilacayote o arroz con leche, capeados y bañados en una salsa de piloncillo espolvoreado con ajonjolí tostado).

Alimentos regionales típicos:
-chile manzano también llamado ciruelo
-queso de leche entera y cruda de cabra
-vino, Freixenet es la marca más producida en el estado, es de inversión española.

## Patrimonio

### Conventos de monjas en Querétaro
- Real Convento de Santa Clara de Jesús, fundación hecha por Don Diego de Tapia. Las religiosas que lo habitaron, llegaron de Santa Clara y San Juan de la penitencia, de la Cd. de México en el año de 1607.
- Real Convento de Santa Rosa de Viterbo, fabricado por José Velázquez de Loria. Habitado por las hermanas terceras enclaustradas de San Francisco en 1670.
- Convento de Capuchinas fundado por el Doctor José Torres y Vergara. Habitado por las monjas de San Felipe de Jesús de la Cd. de México en el año de 1721. Este Convento fue convertido en prisión del Archiduque Maximiliano de Habsburgo y de los generales Miramón y Mejía.
- Carmelitas descalzas en Querétaro, su primer bienhechor, fue el Arzobispo Don Juan Antonio de Vizarrón y Eguiarreta.
- Convento de Santa Teresa de Jesús, su fundadora la marquesa de Salvanevada Antonia Rodríguez de Pedroso, quien renunció a su título y cedió todo su  caudal para fundar el convento en 1802.

### Panteón de los Queretanos Ilustres
El Panteón de los Queretanos Ilustres es el primer panteón civil que existió en la ciudad de Querétaro. Data de 1847, cuando pertenecía todavía a la iglesia. Se encuentra ubicado frente al mirador del gran acueducto de Querétaro, conocido como los arcos de la ciudad, en el convento de la Santísima Cruz de los Milagros, lugar espiritual que se ha convertido en uno de los sitios más visitados de la ciudad gracias a su papel de testigo mudo de la historia, sitio de batallas decisivas y hoy albergue de los restos de personajes históricos más notables de la ciudad, donde se rinde homenaje a los hombres más ilustres de la ciudad; ya sean héroes de la Independencia, fundadores, benefactores, arquitectos, gobernadores, maestros y artistas.
Al centro del Panteón se encuentra el Mausoleo de la Corregidora, que comparte con su esposo el Corregidor Miguel Domínguez. Las cenizas de Doña Josefa Ortiz de Domínguez llegaron a Querétaro desde Ciudad de México, el 23 de octubre de 1894 y las del Corregidor el 15 de septiembre de 1922.
También en el interior del panteón se encuentra la capilla de la Virgen Dolorosa (patrona original del cementerio), y ahí descansan dos de los grandes protagonistas del movimiento de Independencia: Epigmenio González, José María Arteaga y Don Ignacio Pérez, también llamado "El mensajero de la Libertad". De igual manera, los restos de Juan Antonio de Urrutia y Arana, quien donó gran parte de su fortuna para realizar la construcción del monumental acueducto, las fuentes y puentes que hoy ornamentan Querétaro.
Otra figura como Valentín F. Frías, historiador y escritor que generó un gran enriquecimiento para la historia del Estado a través de sus obras "las calles de Querétaro" y "Leyendas y tradiciones queretanas" se encuentra en el panteón. Al igual que su contemporáneo poeta y escritor Miguel Ozores.

## Transporte

### Infraestructura carretera
Querétaro es el cruce de caminos de México, dado que las dos principales autopistas que conectan el noreste, el oeste y el centro de México confluyen aquí. La Autopista Federal 57 comienza en la Ciudad de México y llega hasta Piedras Negras, Coah. Los municipios localizados a lo largo de esta autopista son llamados "el corredor industrial", y son los más desarrollados del Estado. La Autopista Federal 45 conecta hacia el oeste con Guanajuato y cruza en dirección oeste y noroeste. además de la llamada carretera Panamericana. Debido a su importancia estratégica, ambas autopistas reciben grandes inversiones en el Estado.
La Comisión Estatal de Caminos (CEC) es la encargada de las carreteras y caminos del Estado, las cuales hacen las conexiones intermunicipales, además de las incorporaciones a las autopistas federales y la capital queretana. El pequeño tamaño del estado le ha permitido mantenerse como uno de los mejores sistemas viales del país.

### Transporte ferroviario
Las vías férreas conectan los municipios a lo largo del corredor industrial con la Ciudad de México, y el resto del país. Sin embargo, este es usado exclusivamente para transporte de carga. En el año del 2012 el presidente de la República Enrique Peña Nieto anuncio el proyecto de tren interurbano México-Querétaro .

### Servicio aeroportuario
El Estado cuenta con un aeropuerto, el Aeropuerto Intercontinental de Querétaro, ubicado a 22.5 km de la capital estatal e inaugurado en diciembre de 2004 (IATA: QET, ICAO: MMQT). Es principalmente un aeropuerto de carga que desfoga el saturado tráfico aéreo de la Ciudad de México, además, ofrece servicio de pasajeros a través de seis líneas aéreas (Aeroméxico Connect, United Airlines, Volaris, Viva, American Airlines y TAR), que conectan el estado con ocho destinos principales (Houston, Dallas, Tijuana, Cancún, Guadalajara, Ixtapa Zihuatanejo, Acapulco y Monterrey).
Además, en Jalpan de Serra hay un aeródromo con una pista de 1,200 m de longitud. A la fecha no recibe vuelos comerciales y es utilizado esencialmente para conectar la región de la Sierra Gorda con Santiago de Querétaro, principalmente por las aeronaves gubernamentales.

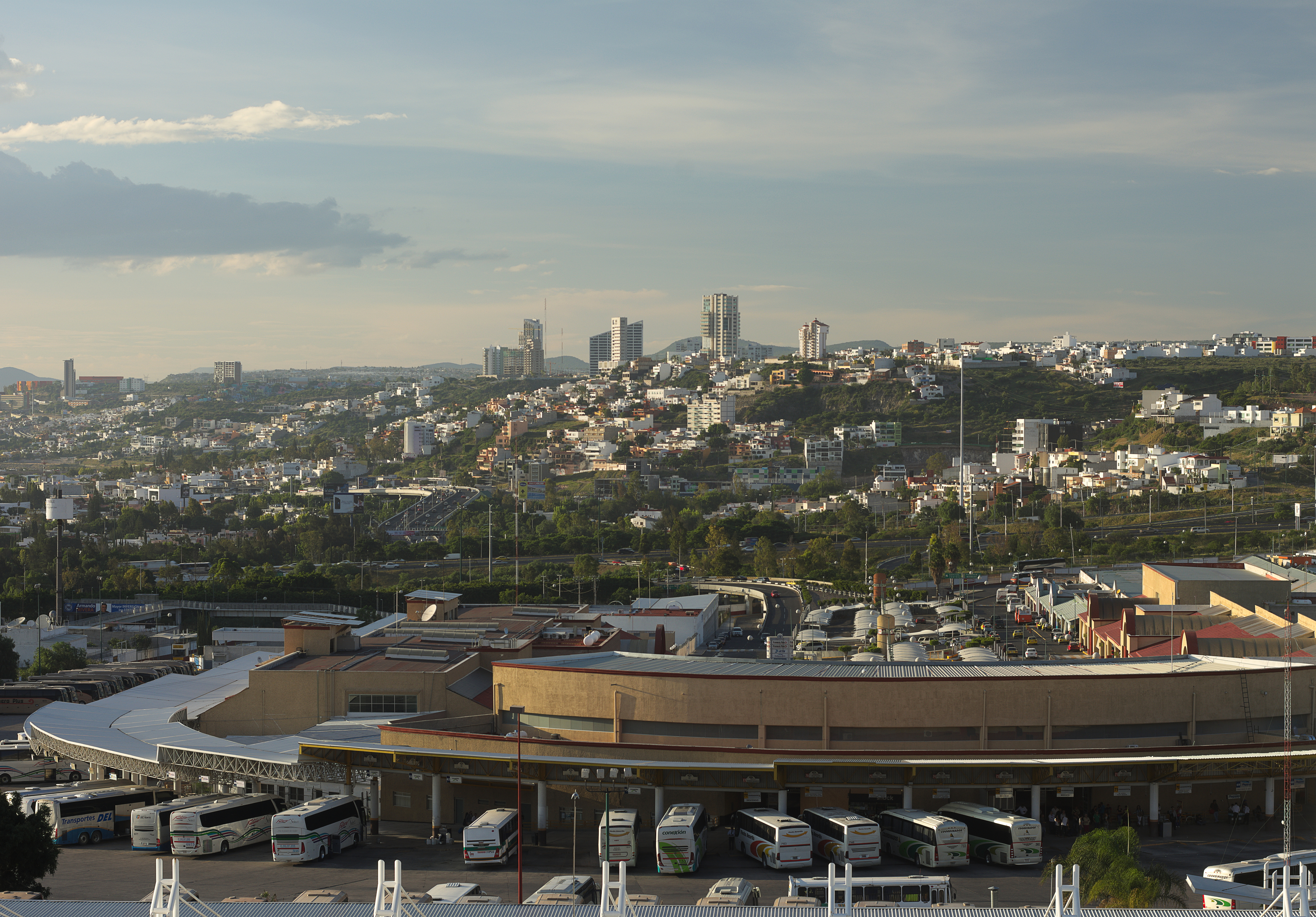
Terminal de Autobuses de Querétaro.

### Transporte de pasajeros
La moderna y amplia Terminal de Autobuses de Querétaro sirve como enlace terrestre entre las entidades próximas (principalmente) destacando por mucho las salidas a la capital mexicana en intervalos de 20 min (llegando a ser de hasta 5 min en días y horas pico), además de los destinos a prácticamente cualquier población estatal por medio de autobuses de compañías privadas. 
La red de transporte público en el municipio de Querétaro y área conurbana es eficiente y tiene llegadas cada 10 minutos aproximadamente en cualquier punto de parada. Esto genera menor uso de automóviles en distancias cortas.
El sistema de Transporte especializado del Gobierno del Estado apoya el traslado de personas con discapacidad y de la tercera edad, a través de cinco rutas que circulan por las principales avenidas de la capital queretana.
El sistema de transporte público que es conocido actualmente como Qrobús tiene un gran apoyo para la población queretana, ya que comienza desde muy temprano y con múltiples salidas, así como el incremento de nuevas rutas de transporte. Esto genera ya no transbordar varias rutas para llegar al destino deseado.

## Medios de comunicación

### Periódicos
- Diario de Querétaro
- Plaza de Armas
- Noticias
- El Sol de San Juan del Río
- El Corregidor
- Periódico El Pueblito
- El Universal Querétaro
- Libertad de Palabra[43]

### Estaciones de radio
- Imagen
- Radio Fórmula
- Multimundo
- Grupo Acir
- Radio Capital
- Corporación Bajío Comunicaciones
- Respuesta Radiofónica
- Crepúsculo Querétaro Radio
- Susupop
- EXA Querétaro
- EXA San Juan del Río
- Radio UAQ[44]

### Televisión
- Azteca Querétaro
- XHQUE-TV
- Televisa Querétaro
- SKY
- Wizz (antes Cablecom; regional por sistema de cable)
- MAS TV
- Megacable.
- SiiTV
- Telemedia Televisión por cable.
- Maxcom TV (sistema de cable con codificador)
- Dish (sistema de cable con codificador)
- Radio y Televisión Querétaro
- Totalplay

## Educación

### Educación básica en el Estado de Querétaro
Un indicador del Estado de la educación a este nivel es el número de alumnos por cada maestro. Con base en datos del Segundo Informe Presidencial para el ciclo escolar 2008 a 2009, establecemos que en Querétaro hay 26.7 estudiantes por cada profesor en la educación básica, ocupando la primera posición nacional a este respecto. Por otro lado, para ver qué tan alto es este indicador en comparación con otras entidades, se dice que el número de estudiantes por profesor en este Estado está a 2.23 desviaciones típicas por encima de la media nacional, la cual es de 22.06 alumnos por profesor.

### Educación media superior en el Estado de Querétaro
Según datos estadísticos recientes, incluidos en el Plan de Gobierno del señor Gobernador del Estado de Santiago de Querétaro, Lic. José Calzada Rovirosa (2010-2015), la matrícula de este nivel en el ciclo escolar 2009-2010 asciende a 61,419 estudiantes atendidos por 4,111 maestros en 213 escuelas. Cada uno de los municipios de la entidad cuenta con al menos un plantel de este nivel educativo.
La cobertura de educación media superior constituye un problema, considerando que solo 58.2 % de la población de 16 a 19 años está inscrito en alguna de sus opciones y modalidades. Después de la secundaria y antes de finalizar la educación media superior, es cuando más estudiantes abandonan el sistema educativo.
La tasa de terminación de secundaria es de 64.5 % y la de educación media superior llega a tan solo 42.9 %. La baja eficiencia terminal que registra este subsistema se debe principalmente a la reprobación y la deserción.
El reto de aumentar la cobertura para los años próximos está precisamente en este nivel. Además de mejorar el logro de los objetivos educativos, es Eficiencia Terminal.

### Escuelas privadas en Querétaro
Por el gran crecimiento económico y demográfico del estado, la oferta de educación privada ha crecido desde hace un par de décadas. Algunos de los colegios privados de niveles preescolar a medio superior son:
- Colegio Álamos
- Colegio Anglo Mexicano de Querétaro
- Colegio Austriaco Mexicano
- Colegio Charles Dickens
- Colegio Fontanar
- Colegio Fray Luis de León
- Colegio Gran Bretaña
- Colegio Marcelina
- Colegio Oakland
- Colegio Plenus
- Colegio Salesiano Querétaro
- Cumbres International School Querétaro
- Instituto La Paz de Querétaro
- Instituto Queretano Marista
- Maple Grove Academy
- Wellington School

### Universidades
| Carreras de universidades Queretanas mejor evaluadas en 2009 - según El Universal |                        |          |
| Universidad, Campus                                                               | Carrera                | Posición |
| Universidad Autónoma de Querétaro, Campus Querétaro                               | Ingeniería Civil       | 4.º      |
| Universidad Autónoma de Querétaro, Campus Querétaro                               | Ingeniería Electrónica | 3.º      |
| Universidad Autónoma de Querétaro, Campus Querétaro                               | Ingeniería Industrial  | 5.º      |
| Universidad Autónoma de Querétaro, Campus Querétaro                               | Ingeniería Mecánica    | 2.º      |
| Universidad Autónoma de Querétaro, Campus Querétaro                               | Ingeniería Mecatrónica | 2.º      |
| Universidad Autónoma de Querétaro, Campus Querétaro                               | Matemáticas            | 3.º      |
| Universidad Autónoma de Querétaro, Campus Querétaro                               | Medicina               | 4.º      |
| Universidad Autónoma de Querétaro, Campus Querétaro                               | Odontología            | 5.º      |

- Universidad Nacional Autónoma de México - Campus Juriquilla 
  - Instituto de Neurobiología
  - Centro de Física Aplicada y Tecnología Avanzada
  - Ciencias de la Tierra
  - Instituto de Ingeniería, Unidad Académica (LIPATA)
  - Centro Académico Cultural
  - Biblioteca del Campus
  - Unidad Multidisciplinaria de Investigación y Docencia (UMDI)
  - Centro de Alta Tecnología (CAT)
  - Laboratorio Internacional de Investigación sobre el Genoma Humano

- Universidad Autónoma de Querétaro UAQ (Campus Aeropuerto)
- Universidad Autónoma de Querétaro UAQ (Campus Juriquilla)
- Universidad Autónoma de Querétaro UAQ (Campus Amealco)
- Universidad Autónoma de Querétaro UAQ (Campus Cadereyta)
- Universidad Autónoma de Querétaro UAQ (Campus Jalpan)
- Universidad Autónoma de Querétaro UAQ (Campus San Juan del Río)
- Universidad Autónoma de Querétaro UAQ (Campus Tequisquiapan)
- Instituto Tecnológico de Querétaro ITQ (Campus Centro)
- Instituto Tecnológico de Querétaro ITQ (Campus Norte)
- Instituto Tecnológico de Querétaro ITQ (Campus El Marqués)
- Universidad Tec Milenio UTM (Campus Querétaro)
- Universidad Interglobal (Campus Querétaro)
- Universidad del Valle de MéxicoUniversidad Aeronáutica en Querétaro
- Universidad Pedagógica Nacional

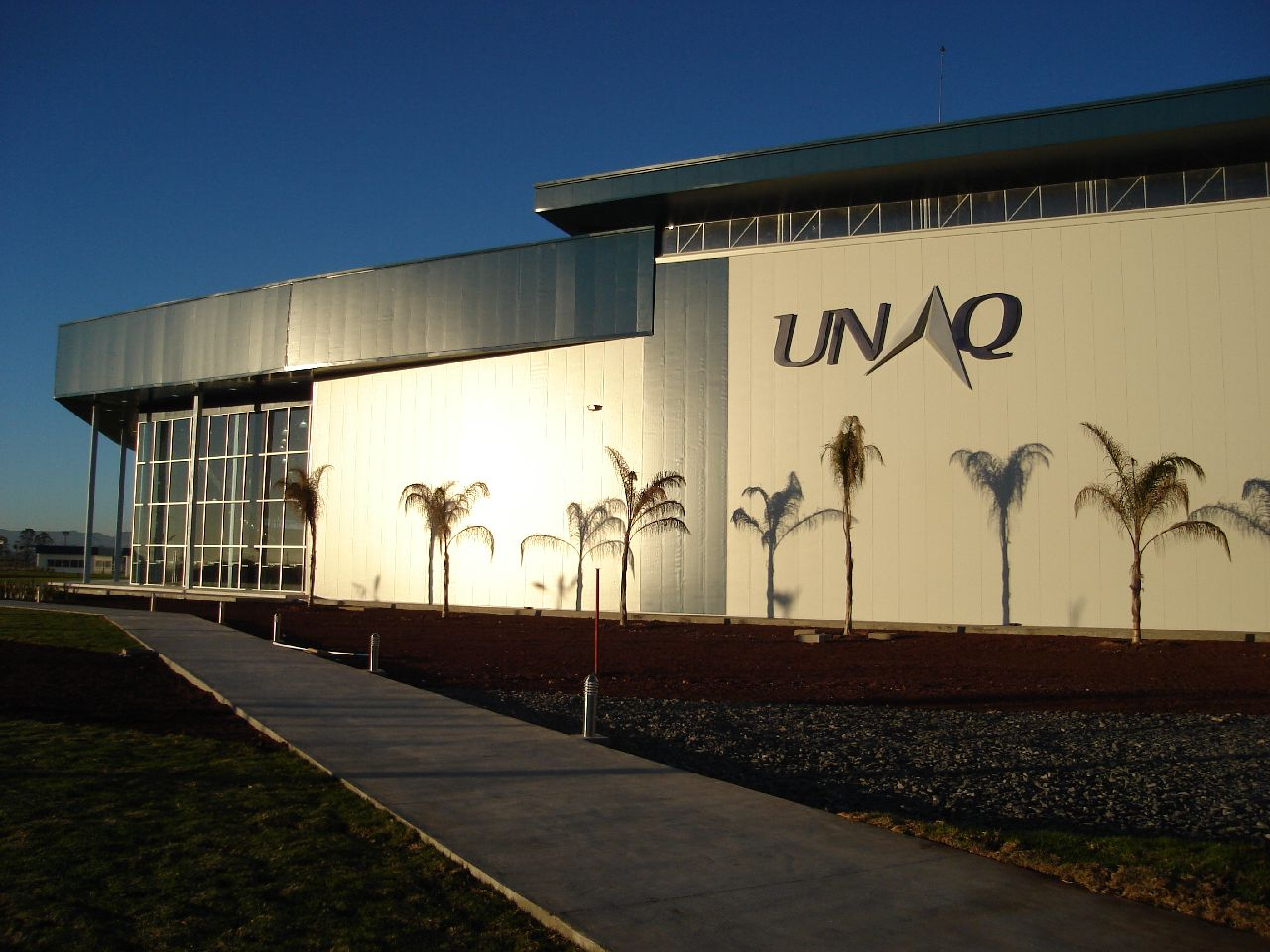
Universidad Aeronáutica en Querétaro

- Universidad Politécnica de Querétaro UPQ
- Universidad Politécnica de Santa Rosa Jáuregui (UPSRJ)
- Universidad Aeronáutica en Querétaro (UNAQ)
- Universidad Mondragón México antes Universidad Contemporánea
- Universidad Univa
- Universidad Internacional de Querétaro
- Universidad de Estudios Avanzados (UNEA)
- Universidad Marista de Querétaro
- Instituto Tecnológico de San Juan del Río
- Instituto Tecnológico y de Estudios Superiores de Monterrey
- Universidad Tecnológica de San Juan del Río
- Universidad Liceo LES (Liceo Estudios Superiores)
- Universidad Anáhuac Querétaro
- Universidad Cuauhtémoc
- Universidad del Golfo de México
- Universidad Tecnológica de Querétaro
- Escuela Normal del Estado de Querétaro
- Escuela Normal Superior de Querétaro
- Universidad de León (Plantel Querétaro)
- Universidad de Londres (UdeL Ciudad de Querétaro)
- Escuela Bancaria y Comercial

### Centros de investigación
- Instituto Mexicano del Transporte (IMT)
- Centro de Ingeniería y Desarrollo Industrial (CIDESI)
- Centro de Investigación en Ciencia Aplicada y Tecnología Avanzada del IPN (CICATA)
- Centro de Investigación Social Avanzada (CISAV)
- Centro Nacional de Investigación en Fisiología y Mejoramiento Animal (CENIF-MAI)
- Centro de Investigación y Asistencia Técnica del Estado de Querétaro (CIATEQ)
- Centro Interdisciplinario de Investigación y Docencia en Educación Técnica (CIIDET)
- Centro de Investigación y Desarrollo Tecnológico en Electroquímica(CIDETEQ)
- Laboratorio de Materiales Unidad Querétaro del CINVESTAV-IPN

- Centro de Enseñanza, Investigación y Extensión en Producción Animal en Altiplano (CEIEPAA-UNAM)
- Centro de Tecnologías Aeronáuticas (CENTA)

- Centro Nacional de Metrología (CENAM)

- Centro de Neurobiología
- Instituto de Ciencias de la Tierra (UNAM), Campus Juriquilla
- Centro de Investigación y Desarrollo Carso (CIDEC)
- Transmisiones y Equipos Mecánicos (TREMEC)
- Centro Queretano de Recursos Naturales (CQRN)
- MABE Tecnología y Desarrollo
- Instituto Nacional de Investigaciones Forestales y Agropecuarias (INIFAP)
- Instituto de Física UNAM

## Deporte
El estadio Corregidora en Querétaro es la sede del equipo de fútbol Gallos Blancos de Querétaro. En cuanto al baloncesto, el auditorio José María Arteaga es la sede de los Libertadores de Querétaro que militan en Liga Nacional de Basquetbol Profesional. 
Es ya famosa la prueba de duatlón en el municipio de Tequisquiapan, la escalada y rápel en la Peña de Bernal, el excursionismo en la Sierra Gorda, los torneos regulares en los seis campos de golf del Estado. 
Importante es también en el estado la práctica de la Charrería, el deporte nacional de México, contando con uno de los mayores lienzos charros del país, Rancho El Pitayo, cerca de la comunidad de Tlacote El Alto, el cual fue sede del Congreso y Campeonato Nacional Charro en el año 2015. 
Las competencias hípicas con calificación nacional en los diferentes clubes, y la temporada taurina en las cuatro plazas del Estado. 
En el Estado de Querétaro el deporte está organizado a través de Asociaciones Deportivas.
El estadio Olímpico de Querétaro, ubicado en el centro del municipio de Santiago de Querétaro, es la sede del equipo de Fútbol Americano  Gallos Negros, de la Liga de Fútbol Americano Profesional de México.

## Relaciones institucionales

### Hermanamientos
Regiones y provincias hermanadas con Querétaro:
- Gotia Occidental, Suecia (2010)
- Vizcaya, España (2013)
- Asturias, España (2014)
- Islas Baleares, España (2014)
- Galicia, España (2014)

## Ubicación geográfica
| Noroeste: San Luis Potosí | Norte: San Luis Potosí | Nordeste: San Luis Potosí |
| Oeste: Guanajuato         |                        | Este: Hidalgo             |
| Suroeste: Michoacán       | Sur: Michoacán         | Sureste: Estado de México |